# Extraliga słowacka w piłce siatkowej mężczyzn (2019/2020)
Edymax Extraliga w piłce siatkowej mężczyzn 2019/2020 (oficjalnie Edymax extraliga mužov 2019/2020) − 28. sezon mistrzostw Słowacji w piłce siatkowej zorganizowany przez Słowacki Związek Piłki Siatkowej (słow. Slovenská Volejbalová Federácia, SVF). Zainaugurowany został 24 września 2020 roku.
Extraliga w sezonie 2019/2020 składała się z 10 drużyn. Do startu dopuszczona została reprezentacji Słowacji juniorów (występująca pod nazwą RD SVK 2001). Uczestniczyła ona tylko w pierwszej fazie rozgrywek.
Rozgrywki obejmowały fazę zasadniczą, drugą fazę oraz fazę play-off.
9 marca 2020 roku ze względu na szerzenie się zakażeń wirusem SARS-CoV-2 centralny sztab kryzysowy Republiki Słowackiej (słow. ústredný krízový štáb SR) zakazał organizacji wszelkich imprez sportowych przez okres dwóch tygodni, co objęło również siatkarską extraligę.
13 marca 2020 roku Słowacki Związek Piłki Siatkowej zdecydował o przedwczesnym zakończeniu sezonu. Tytuł mistrza Słowacji nie został przyznany, a w kontekście europejskich pucharów w sezonie 2020/2021 za wiążącą uznano klasyfikację po drugiej rundzie rozgrywek.
W sezonie 2019/2020 w Pucharze Challenge Słowację reprezentował VKP Bystrina SPU Nitra.

## System rozgrywek
W Extralidze w sezonie 2019/2020 startuje 10 drużyn, w tym wyjątkowo reprezentacja Słowacji juniorów (występująca pod nazwą RD SVK 2001). Reprezentacja juniorów uczestniczy wyłącznie w fazie zasadniczej i rozgrywa z każdą z drużyn po jednym meczu na wyjeździe. Nie podlega klasyfikacji końcowej. Pozostałe 9 drużyn rozgrywa ze sobą spotkania systemem każdy z każdym – mecz u siebie i rewanż na wyjeździe. Cztery najlepsze zespoły uzyskują awans do grupy 1-4, pozostałe trafiają do grupy 5-9.
Zarówno w grupie 1-4, jak i w grupie 5-9 drużyny ponownie rozgrywają między sobą po dwa spotkania. Do tabeli wliczają się wszystkie mecze z fazy zasadniczej. Mecze w drugiej rundzie decydują o rozstawieniu w fazie play-off. W fazie play-off nie uczestniczy zespół ŠŠ volejbal Trenčín, który kończy zmagania po drugiej rundzie.
Faza play-off składa się z ćwierćfinałów, meczów o miejsca 5-8, półfinałów, meczów o 3. miejsce oraz finałów. Ćwierćfinałowe pary tworzone są według klucza: 1-8; 2-7; 3-6; 4-5. Rywalizacja toczy się do dwóch wygranych meczów ze zmianą gospodarza po każdym spotkaniu. Gospodarzami pierwszych spotkań są zespoły, które po fazie zasadniczej zajęły wyższe miejsce w tabeli.
Przegrani par ćwierćfinałowych tworzą pary meczowe na podstawie miejsc zajętych w drugiej fazie. Pierwszą parę meczową tworzą drużyny, które w drugiej fazie zajęły najwyższe i najniższe miejsce, natomiast drugą parę meczową pozostałe zespoły. Przegrani w parach meczowych o miejsca 5-8 grają o 7. miejsce, natomiast wygrani – o 5. miejsce. We wszystkich rundach o miejsca 5-8 rywalizacja toczy się do dwóch wygranych spotkań ze zmianą gospodarza po każdym meczu. Gospodarzem pierwszego spotkania jest zespół, który po drugiej fazie zajął wyższe miejsce w tabeli.
W półfinałach grają zwycięzcy z poszczególnych par ćwierćfinałowych. Pierwszą parę półfinałową tworzą zwycięzca rywalizacji 1-8 ze zwycięzcą rywalizacji 4-5, drugą natomiast – zwycięzca rywalizacji 2-7 ze zwycięzcą rywalizacji 3-6. Drużyny grają do trzech wygranych meczów ze zmianą gospodarza po każdym spotkaniu. Gospodarzami pierwszego meczu są zespoły, które po drugiej fazie zajęły wyższe miejsce w tabeli.
O brązowy medal grają przegrani w parach półfinałowych. Rywalizacja toczy się do trzech wygranych meczów ze zmianą gospodarza po każdym spotkaniu. Gospodarzem pierwszego meczu jest zespół, który po drugiej fazie zajął wyższe miejsce w tabeli.
O tytuł mistrzowski grają zwycięzcy w parach półfinałowych. Rywalizacja toczy się do czterech wygranych meczów ze zmianą gospodarza po dwóch meczach. Gospodarzem pierwszych dwóch spotkań jest zespół, który po fazie zasadniczej zajął wyższe miejsce w tabeli.

## Drużyny uczestniczące
| | Edymax Extraliga 2019/2020 |   |    |
| --- | -------------------------- | - | -- |
| PRV | VK OSMOS Prievidza         | 1 |    |
| KOŠ | VK KDS Šport Košice        | 2 |    |
| NIT | VKP Bystrina SPU Nitra     | 3 | Ch |
| SVI | TJ Slávia Svidník          | 4 |    |
| PRŠ | VK Mirad PU Prešov         | 5 |    |
| KOM | VK Spartak UJS Komárno     | 6 |    |
| MYJ | TJ Spartak Myjava          | 7 |    |
| ZVO | MVK Zvolen                 | 8 |    |
| TRČ | ŠŠ volejbal Trenčín        | — |    |
| | Nowi uczestnicy            |   |    |
| SVK'01 | RD SVK 2001                | — |    |
| Oznaczenia: - kolumna pierwsza – skróty nazw drużyn wpisane na mapie (jeśli ta została zamieszczona), - kolumna trzecia – miejsce zajęte przez daną drużynę w poprzednim sezonie. |                            |   |    |

Uwagi:
- VK OSMOS Prievidza nie zgłosił się do kwalifikacji Ligi Mistrzów.
- Klub ŠŠ volejbal Trenčín nie uczestniczył w sezonie 2018/2019 w fazie play-off i nie podlegał ostatecznej klasyfikacji.
- MVK Magnezit Revúca, który wygrał baraże do extraligi, nie zgłosił się do rozgrywek ze względów finansowych i logistycznych[4].

## Hale sportowe
| Klub                   | Hala sportowa                          | Miejscowość | Pojemność |
| ---------------------- | -------------------------------------- | ----------- | --------- |
| MVK Zvolen             | Športova hala Základná škola           | Zwoleń      | 400       |
| ŠŠ volejbal Trenčín    | Športová hala Strednej športovej školy | Trenczyn    | 400       |
| TJ Slávia Svidník      | Športové centrum                       | Svidník     | 500       |
| VK KDS Šport Košice    | Športová hala Hotelovej akadémie       | Koszyce     | 400       |
| VK Mirad PU Prešov     | Športová hala Spojená škola            | Preszów     | 400       |
| VK OSMOS Prievidza     | Športová hala                          | Prievidza   | 2000      |
| VK Spartak UJS Komárno | Mestská športová hala                  | Komárno     | 735       |
| VKP Bystrina SPU Nitra | Mestská športová hala                  | Nitra       | 3000      |
| TJ Spartak Myjava      | Mestská športová hala                  | Myjava      | 1100      |

## Trenerzy
| Klub                   | Pierwszy trener    | Narodowość | Drugi trener     | Narodowość |
| ---------------------- | ------------------ | ---------- | ---------------- | ---------- |
| MVK Zvolen             | Martin Vaško       | Słowacja   | Matúš Michalec   | Słowacja   |
| ŠŠ volejbal Trenčín    | Peter Kalný        | Słowacja   | Erik Gábor       | Słowacja   |
| RD SVK 2001            | Peter Kalný        | Słowacja   | Erik Gábor       | Słowacja   |
| TJ Slávia Svidník      | Peter Tholt        | Słowacja   | Stanislav Soták  | Słowacja   |
| VK KDS Šport Košice    | Richard Vlkolinský | Słowacja   | Dávid Šalata     | Słowacja   |
| VK Mirad PU Prešov     | Erik Digaňa        | Słowacja   | Tomáš Mačička    | Słowacja   |
| VK OSMOS Prievidza     | Rastislav Chudík   | Słowacja   | —                | —          |
| VK Spartak UJS Komárno | Robin Pělucha      | Słowacja   | Dávid Ferencz    | Słowacja   |
| VKP Bystrina SPU Nitra | Ľubomír Paška      | Słowacja   | Daniel Mikušovič | Słowacja   |
| TJ Spartak Myjava      | Martin Pipa        | Słowacja   | —                | —          |

### Zmiany trenerów
| Klub                   | Były trener     | Narodowość | Data odejścia | Powód                              | Nowy trener      | Narodowość | Data przyjścia |       |
| ---------------------- | --------------- | ---------- | ------------- | ---------------------------------- | ---------------- | ---------- | -------------- | ----- |
| W trakcie sezonu       |                 |            |               |                                    |                  |            |                |       |
| VK OSMOS Prievidza     | Richard Nemec   | Słowacja   | 02.11.2019    | niesatysfakcjonujące wyniki        | Rastislav Chudík | Słowacja   | 02.11.2019     | [ 5 ] |
| VKP Bystrina SPU Nitra | Ľuboslav Šalata | Słowacja   | 04.10.2019    | rezygnacja ze względów zdrowotnych | Ľubomír Paška    | Słowacja   | 04.10.2019     | [ 6 ] |

## Faza zasadnicza

### Tabela wyników
| Gospodarz \ Gość1      | PRV | KOŠ | NIT | SVI | PRŠ | KOM | MYJ | ZVO | TRČ | SVK'01 |
| ---------------------- | --- | --- | --- | --- | --- | --- | --- | --- | --- | ------ |
| VK OSMOS Prievidza     | -   | 3:0 | 3:0 | 3:2 | 3:0 | 3:1 | 3:0 | 3:0 | 3:0 | 3:1    |
| VK KDS Šport Košice    | 3:1 | -   | 3:1 | 3:0 | 3:2 | 3:2 | 3:1 | 3:0 | 3:0 | 3:0    |
| VKP Bystrina SPU Nitra | 1:3 | 3:1 | -   | 1:3 | 3:1 | 3:1 | 3:0 | 3:1 | 3:0 | 3:0    |
| TJ Slávia Svidník      | 3:0 | 2:3 | 3:0 | -   | 3:2 | 3:2 | 3:0 | 3:0 | 3:0 | 3:1    |
| VK Mirad PU Prešov     | 3:0 | 2:3 | 3:0 | 2:3 | -   | 1:3 | 1:3 | 3:0 | 3:0 | 3:0    |
| VK Spartak UJS Komárno | 3:1 | 3:0 | 3:0 | 3:2 | 1:3 | -   | 2:3 | 3:0 | 3:0 | 3:0    |
| TJ Spartak Myjava      | 3:0 | 3:1 | 2:3 | 3:1 | 3:0 | 1:3 | -   | 3:0 | 3:0 | 3:0    |
| MVK Zvolen             | 0:3 | 0:3 | 0:3 | 0:3 | 2:3 | 1:3 | 1:3 | -   | 3:0 | 0:3    |
| ŠŠ volejbal Trenčín    | 0:3 | 0:3 | 0:3 | 0:3 | 0:3 | 0:3 | 0:3 | 3:0 | -   | 3:1    |
| RD SVK 2001            | -   | -   | -   | -   | -   | -   | -   | -   | -   | -      |

Źródło: Data Project – SVF (słow.)
1 Drużyna gospodarzy jest wymieniona po lewej stronie tabeli.
Kolory:
  zwycięstwo gospodarzy 3:0 lub 3:1
  zwycięstwo gospodarzy 3:2
  zwycięstwo gości 3:0 lub 3:1
  zwycięstwo gości 3:2

### Terminarz i wyniki spotkań
| Data        | Godz. | Gospodarz              | Rezultat                                | Gość                   | Widzów | MVP                |
| ----------- | ----- | ---------------------- | --------------------------------------- | ---------------------- | ------ | ------------------ |
| 1. KOLEJKA  |       |                        |                                         |                        |        |                    |
| 24.09.2019  | 18:00 | VK Spartak UJS Komárno | 3:0 (25:16, 25:20, 25:16)               | RD SVK 2001            | 80     | František Ogurčák  |
| 25.09.2019  | 18:00 | VK OSMOS Prievidza     | 3:1 (25:12, 24:26, 25:13, 28:26)        | RD SVK 2001            | 350    | Tobias Viskup      |
| 28.09.2019  | 16:00 | ŠŠ volejbal Trenčín    | 0:3 (19:25, 9:25, 25:27)                | TJ Slávia Svidník      | 20     | Dmytro Fedorenko   |
| 28.09.2019  | 17:00 | VK Mirad PU Prešov     | 1:3 (25:22, 22:25, 16:25, 19:25)        | TJ Spartak Myjava      | 179    | Dominik Valo       |
| 28.09.2019  | 18:30 | VK KDS Šport Košice    | 3:1 (25:14, 25:17, 20:25, 25:20)        | VKP Bystrina SPU Nitra | 200    | Patrik Lamanec     |
| 28.09.2019  | 19:00 | VK OSMOS Prievidza     | 3:1 (20:25, 25:23, 25:23, 25:23)        | VK Spartak UJS Komárno | 600    | Milan Javorčík     |
| 2. KOLEJKA  |       |                        |                                         |                        |        |                    |
| 05.10.2019  | 18:00 | VK Spartak UJS Komárno | 3:0 (25:10, 26:24, 25:23)               | ŠŠ volejbal Trenčín    | 106    | Ján Tarabus        |
| 05.10.2019  | 18:00 | MVK Zvolen             | 0:3 (18:25, 19:25, 25:27)               | VK KDS Šport Košice    | 100    | Miroslav Jakubov   |
| 05.10.2019  | 19:00 | VKP Bystrina SPU Nitra | 3:1 (25:19, 24:26, 29:27, 28:26)        | VK Mirad PU Prešov     | 100    | Ľuboš Kostoláni    |
| 06.10.2019  | 18:00 | TJ Spartak Myjava      | 3:0 (25:21, 25:16, 25:20)               | VK OSMOS Prievidza     | 270    | Matúš Konc         |
| 3. KOLEJKA  |       |                        |                                         |                        |        |                    |
| 09.10.2019  | 17:00 | ŠŠ volejbal Trenčín    | 0:3 (20:25, 18:25, 23:25)               | TJ Spartak Myjava      | 30     | Dominik Valo       |
| 09.10.2019  | 17:00 | TJ Slávia Svidník      | 3:2 (25:22, 25:21, 21:25, 23:25, 15:10) | VK Spartak UJS Komárno | 200    | Dmytro Fedorenko   |
| 09.10.2019  | 18:00 | VK OSMOS Prievidza     | 3:0 (25:20, 25:22, 25:21)               | VKP Bystrina SPU Nitra | 550    | Martin Pavelka     |
| 09.10.2019  | 19:00 | VK Mirad PU Prešov     | 3:0 (25:18, 25:19, 25:15)               | MVK Zvolen             | 158    | Boris Velička      |
| 4. KOLEJKA  |       |                        |                                         |                        |        |                    |
| 11.10.2019  | 18:30 | VK KDS Šport Košice    | 3:2 (25:21, 21:25, 25:21, 21:25, 15:9)  | VK Mirad PU Prešov     | 224    | Maroš Kasperkevič  |
| 12.10.2019  | 17:00 | ŠŠ volejbal Trenčín    | 0:3 (12:25, 14:25, 19:25)               | VKP Bystrina SPU Nitra | 20     | Ľuboš Kostoláni    |
| 12.10.2019  | 18:00 | TJ Spartak Myjava      | 3:1 (26:24, 26:24, 23:25, 25:17)        | TJ Slávia Svidník      | 250    | Ľuboš Ochodnický   |
| 12.10.2019  | 18:00 | MVK Zvolen             | 0:3 (17:25, 14:25, 21:25)               | VK OSMOS Prievidza     | 50     | Ľuboš Nemec        |
| 5. KOLEJKA  |       |                        |                                         |                        |        |                    |
| 15.10.2019  | 17:00 | TJ Slávia Svidník      | 3:1 (25:11, 21:25, 25:16, 25:19)        | RD SVK 2001            | 100    | Radovan Vitko      |
| 16.10.2019  | 18:00 | VK Spartak UJS Komárno | 2:3 (26:28, 25:15, 26:28, 25:19, 9:15)  | TJ Spartak Myjava      | 400    | Matúš Konc         |
| 16.10.2019  | 18:30 | VK KDS Šport Košice    | 3:0 (25:16, 25:14, 25:17)               | RD SVK 2001            | 120    | Lukáš Smolej       |
| 17.10.2019  | 19:00 | VK Mirad PU Prešov     | 3:0 (25:21, 25:16, 25:19)               | RD SVK 2001            | 142    | Michal Ščerba      |
| 18.10.2019  | 18:00 | VK OSMOS Prievidza     | 3:0 (25:21, 25:22, 25:23)               | VK KDS Šport Košice    | 570    | Igor Rehák         |
| 19.10.2019  | 18:00 | MVK Zvolen             | 3:0 (25:23, 25:23, 25:16)               | ŠŠ volejbal Trenčín    | 50     | Matúš Michalec     |
| 19.10.2019  | 18:00 | TJ Slávia Svidník      | 3:0 (25:13, 25:22, 25:16)               | VKP Bystrina SPU Nitra | 250    | Bohdan Tatarenko   |
| 6. KOLEJKA  |       |                        |                                         |                        |        |                    |
| 26.10.2019  | 18:00 | MVK Zvolen             | 0:3 (14:25, 27:29, 16:25)               | TJ Slávia Svidník      | 100    | Łukasz Pietrzak    |
| 26.10.2019  | 18:30 | VK KDS Šport Košice    | 3:0 (25:6, 25:20, 25:16)                | ŠŠ volejbal Trenčín    | 108    | Patrik Marčok      |
| 26.10.2019  | 19:00 | VKP Bystrina SPU Nitra | 3:1 (21:25, 25:21, 25:20, 25:21)        | VK Spartak UJS Komárno | 150    | Ľuboš Kostoláni    |
| 26.10.2019  | 19:00 | VK OSMOS Prievidza     | 3:0 (25:15, 25:20, 30:28)               | VK Mirad PU Prešov     | 520    | Martin Pavelka     |
| 7. KOLEJKA  |       |                        |                                         |                        |        |                    |
| 29.10.2019  | 11:00 | VKP Bystrina SPU Nitra | 3:0 (25:16, 25:20, 25:21)               | RD SVK 2001            | 520    | Ján Jendrejčák     |
| 30.10.2019  | 18:00 | MVK Zvolen             | 0:3 (19:25, 15:25, 23:25)               | RD SVK 2001            | 50     | Radovan Vitko      |
| 31.10.2019  | 19:00 | VK Spartak UJS Komárno | 3:0 (25:16, 25:16, 25:17)               | MVK Zvolen             | 100    | Ján Tarabus        |
| 02.11.2019  | 16:00 | ŠŠ volejbal Trenčín    | 0:3 (21:25, 21:25, 18:25)               | VK Mirad PU Prešov     | 20     | Ivo Mikovčík       |
| 02.11.2019  | 18:00 | TJ Slávia Svidník      | 2:3 (26:24, 22:25, 20:25, 28:26, 12:15) | VK KDS Šport Košice    | 350    | Martin Sopko mł.   |
| 02.11.2019  | 18:00 | TJ Spartak Myjava      | 2:3 (25:19, 12:25, 23:25, 25:23, 11:15) | VKP Bystrina SPU Nitra | 559    | Peter Porubský     |
| 8. KOLEJKA  |       |                        |                                         |                        |        |                    |
| 08.11.2019  | 18:00 | VK OSMOS Prievidza     | 3:0 (25:13, 25:12, 25:17)               | ŠŠ volejbal Trenčín    | 600    | Martin Pavelka     |
| 09.11.2019  | 16:00 | VK Mirad PU Prešov     | 2:3 (21:25, 19:25, 25:20, 25:20, 7:15)  | TJ Slávia Svidník      | 289    | Dmytro Fedorenko   |
| 09.11.2019  | 18:00 | MVK Zvolen             | 1:3 (25:22, 19:25, 21:25, 18:25)        | TJ Spartak Myjava      | 100    | Matúš Konc         |
| 09.11.2019  | 18:30 | VK KDS Šport Košice    | 3:2 (22:25, 25:23, 25:22, 17:25, 16:14) | VK Spartak UJS Komárno | 215    | Martin Sopko mł.   |
| 9. KOLEJKA  |       |                        |                                         |                        |        |                    |
| 13.11.2019  | 17:00 | TJ Slávia Svidník      | 3:0 (25:18, 25:12, 25:23)               | VK OSMOS Prievidza     | 180    | Jakub Hriňák       |
| 13.11.2019  | 18:00 | TJ Spartak Myjava      | 3:1 (18:25, 25:20, 25:15, 25:19)        | VK KDS Šport Košice    | 520    | Matúš Konc         |
| 13.11.2019  | 18:00 | MVK Zvolen             | 0:3 (22:25, 22:25, 24:26)               | VKP Bystrina SPU Nitra | 100    | Marek Malina       |
| 14.11.2019  | 19:00 | VK Spartak UJS Komárno | 1:3 (23:25, 25:18, 22:25, 15:25)        | VK Mirad PU Prešov     | 102    | Martin Sopko st.   |
| 10. KOLEJKA |       |                        |                                         |                        |        |                    |
| 15.11.2019  | 16:00 | TJ Slávia Svidník      | 3:0 (25:18, 25:23, 25:19)               | ŠŠ volejbal Trenčín    | 120    | Tibor Matušovský   |
| 16.11.2019  | 18:00 | VKP Bystrina SPU Nitra | 3:1 (22:25, 25:18, 25:15, 25:22)        | VK KDS Šport Košice    | 130    | Peter Porubský     |
| 16.11.2019  | 18:00 | TJ Spartak Myjava      | 3:0 (25:13, 25:16, 25:20)               | VK Mirad PU Prešov     | 515    | Patrik Pokopec     |
| 17.11.2019  | 18:00 | VK Spartak UJS Komárno | 3:1 (22:25, 25:22, 25:16, 25:20)        | VK OSMOS Prievidza     | 105    | Juraj Zaťko        |
| 11. KOLEJKA |       |                        |                                         |                        |        |                    |
| 22.11.2019  | 18:00 | VK OSMOS Prievidza     | 3:0 (25:17, 25:22, 25:22)               | TJ Spartak Myjava      | 550    | Michal Sládeček    |
| 23.11.2019  | 17:00 | VK Mirad PU Prešov     | 3:0 (25:19, 26:24, 25:22)               | VKP Bystrina SPU Nitra | 173    | Mário Oleárnik     |
| 23.11.2019  | 18:00 | ŠŠ volejbal Trenčín    | 0:3 (16:25, 20:25, 22:25)               | VK Spartak UJS Komárno | 30     | František Ogurčák  |
| 23.11.2019  | 18:30 | VK KDS Šport Košice    | 3:0 (25:16, 25:21, 25:22)               | MVK Zvolen             | 110    | Nikolas Ondruš     |
| 12. KOLEJKA |       |                        |                                         |                        |        |                    |
| 30.11.2019  | 13:30 | VK Spartak UJS Komárno | 3:2 (23:25, 23:25, 34:32, 25:21, 15:13) | TJ Slávia Svidník      | 70     | František Ogurčák  |
| 30.11.2019  | 18:00 | MVK Zvolen             | 2:3 (31:29, 22:25, 19:25, 25:17, 12:15) | VK Mirad PU Prešov     | 150    | Martin Sopko st.   |
| 30.11.2019  | 18:00 | TJ Spartak Myjava      | 3:0 (25:22, 25:15, 25:18)               | ŠŠ volejbal Trenčín    | 345    | Patrik Pokopec     |
| 01.12.2019  | 18:00 | VKP Bystrina SPU Nitra | 1:3 (25:22, 21:25, 21:25, 23:25)        | VK OSMOS Prievidza     | 150    | Igor Rehák         |
| 13. KOLEJKA |       |                        |                                         |                        |        |                    |
| 02.12.2019  | 16:00 | ŠŠ volejbal Trenčín    | 3:1 (25:23, 21:25, 25:16, 25:22)        | RD SVK 2001            | 50     | Adrián Vančo       |
| 03.12.2019  | 11:00 | TJ Spartak Myjava      | 3:0 (25:12, 25:19, 25:21)               | RD SVK 2001            | 925    | Michal Zeman       |
| 07.12.2019  | 17:00 | ŠŠ volejbal Trenčín    | 0:3 (21:25, 23:25, 23:25)               | VKP Bystrina SPU Nitra | 20     | Ľuboš Kostoláni    |
| 07.12.2019  | 18:00 | TJ Slávia Svidník      | 3:0 (25:16, 25:11, 25:17)               | TJ Spartak Myjava      | 220    | Tibor Matušovský   |
| 07.12.2019  | 18:00 | VK OSMOS Prievidza     | 3:0 (25:14, 25:16, 25:20)               | MVK Zvolen             | 421    | Martin Pavelka     |
| 18.12.2019  | 19:00 | VK Mirad PU Prešov     | 2:3 (22:25, 25:21, 22:25, 25:17, 10:15) | VK KDS Šport Košice    | 217    | Ivo Mikovčík       |
| 14. KOLEJKA |       |                        |                                         |                        |        |                    |
| 04.12.2019  | 18:00 | VKP Bystrina SPU Nitra | 1:3 (25:19, 23:25, 23:25, 21:25)        | TJ Slávia Svidník      | 100    | Dmytro Fedorenko   |
| 11.12.2019  | 17:00 | ŠŠ volejbal Trenčín    | 3:0 (25:19, 25:20, 30:28)               | MVK Zvolen             | 30     | Viliam Čizmazia    |
| 11.12.2019  | 18:30 | VK KDS Šport Košice    | 3:1 (25:21, 25:22, 21:25, 25:17)        | VK OSMOS Prievidza     | 105    | Miroslav Jakubov   |
| 11.12.2019  | 18:30 | TJ Spartak Myjava      | 1:3 (22:25, 22:25, 25:15, 25:27)        | VK Spartak UJS Komárno | 350    | Ján Tarabus        |
| 15. KOLEJKA |       |                        |                                         |                        |        |                    |
| 14.12.2019  | 17:00 | VK Mirad PU Prešov     | 3:0 (25:21, 25:13, 26:24)               | VK OSMOS Prievidza     | 161    | Mateusz Śnieżek    |
| 14.12.2019  | 18:00 | VK Spartak UJS Komárno | 3:0 (26:24, 25:21, 25:18)               | VKP Bystrina SPU Nitra | 310    | František Ogurčák  |
| 14.12.2019  | 18:00 | TJ Slávia Svidník      | 3:0 (25:17, 25:13, 25:21)               | MVK Zvolen             | 250    | Adam Repka         |
| 14.12.2019  | 18:00 | ŠŠ volejbal Trenčín    | 0:3 (11:25, 17:25, 14:25)               | VK KDS Šport Košice    | 30     | Patrik Lamanec     |
| 16. KOLEJKA |       |                        |                                         |                        |        |                    |
| 20.12.2019  | 19:00 | VK Mirad PU Prešov     | 3:0 (25:15, 25:16, 25:14)               | ŠŠ volejbal Trenčín    | 101    | Ivo Mikovčík       |
| 21.12.2019  | 18:00 | MVK Zvolen             | 1:3 (25:22, 20:25, 17:25, 22:25)        | VK Spartak UJS Komárno | 200    | František Ogurčák  |
| 21.12.2019  | 18:00 | VKP Bystrina SPU Nitra | 3:0 (25:23, 30:28, 25:16)               | TJ Spartak Myjava      | 150    | Marek Malina       |
| 21.12.2019  | 18:30 | VK KDS Šport Košice    | 3:0 (25:22, 25:17, 25:20)               | TJ Slávia Svidník      | 320    | Patrik Lamanec     |
| 17. KOLEJKA |       |                        |                                         |                        |        |                    |
| 11.12.2019  | 18:00 | TJ Slávia Svidník      | 3:2 (20:25, 22:25, 25:19, 25:21, 21:19) | VK Mirad PU Prešov     | 500    | Bohdan Tatarenko   |
| 04.01.2020  | 16:00 | ŠŠ volejbal Trenčín    | 0:3 (14:25, 23:25, 19:25)               | VK OSMOS Prievidza     | 40     | Martin Jančura     |
| 04.01.2020  | 18:00 | TJ Spartak Myjava      | 3:0 (25:21, 25:20, 25:13)               | MVK Zvolen             | 325    | Patrik Pokopec     |
| 04.01.2020  | 19:00 | VK Spartak UJS Komárno | 3:0 (25:23, 25:13, 25:21)               | VK KDS Šport Košice    | 420    | Jakub Petráš       |
| 18. KOLEJKA |       |                        |                                         |                        |        |                    |
| 06.01.2020  | 18:00 | VK OSMOS Prievidza     | 3:2 (20:25, 16:25, 25:16, 25:11, 15:11) | TJ Slávia Svidník      | 720    | Radoslav Prešinský |
| 06.01.2020  | 18:00 | VK Mirad PU Prešov     | 1:3 (26:24, 19:25, 23:25, 20:25)        | VK Spartak UJS Komárno | 239    | Martin Turis       |
| 06.01.2020  | 18:00 | VK KDS Šport Košice    | 3:1 (25:23, 26:28, 25:17, 25:20)        | TJ Spartak Myjava      | 244    | Patrik Lamanec     |
| 06.01.2020  | 18:00 | VKP Bystrina SPU Nitra | 3:1 (25:22, 21:25, 25:23, 25:21)        | MVK Zvolen             | 120    | Lukáš Kyjanica     |

### Tabela
| Lp. | Drużyna                | Mecze | Mecze | Mecze | Pkt | Rodzaj wyniku | Rodzaj wyniku | Rodzaj wyniku | Rodzaj wyniku | Rodzaj wyniku | Rodzaj wyniku | Sety | Sety | Sety  | Małe punkty | Małe punkty | Małe punkty |
| Lp. | Drużyna                | M     | W     | P     | Pkt | 3:0           | 3:1           | 3:2           | 2:3           | 1:3           | 0:3           | wyg. | prz. | stos. | zdob.       | str.        | stos.       |
| --- | ---------------------- | ----- | ----- | ----- | --- | ------------- | ------------- | ------------- | ------------- | ------------- | ------------- | ---- | ---- | ----- | ----------- | ----------- | ----------- |
| 1 | VK KDS Šport Košice    | 17    | 13    | 4     | 35  | 6             | 3             | 4             | 0             | 2             | 2             | 41   | 23   | 1.783 | 1456        | 1322        | 1.101       |
| 2 | TJ Slávia Svidník      | 17    | 12    | 5     | 36  | 7             | 2             | 3             | 3             | 1             | 1             | 43   | 23   | 1.870 | 1509        | 1352        | 1.116       |
| 3 | VK OSMOS Prievidza     | 17    | 12    | 5     | 35  | 8             | 3             | 1             | 0             | 2             | 3             | 38   | 20   | 1.900 | 1336        | 1221        | 1.094       |
| 4 | VK Spartak UJS Komárno | 17    | 11    | 6     | 35  | 6             | 4             | 1             | 3             | 3             | 0             | 42   | 24   | 1.750 | 1546        | 1404        | 1.101       |
| 5 | TJ Spartak Myjava      | 17    | 11    | 6     | 33  | 6             | 4             | 1             | 1             | 2             | 3             | 37   | 24   | 1.542 | 1392        | 1303        | 1.068       |
| 6 | VKP Bystrina SPU Nitra | 17    | 10    | 7     | 29  | 5             | 4             | 1             | 0             | 3             | 4             | 33   | 27   | 1.222 | 1383        | 1344        | 1.029       |
| 7 | VK Mirad PU Prešov     | 17    | 8     | 9     | 27  | 6             | 1             | 1             | 4             | 3             | 2             | 35   | 30   | 1.167 | 1447        | 1415        | 1.023       |
| 8 | ŠŠ volejbal Trenčín    | 17    | 2     | 15    | 6   | 1             | 1             | 0             | 0             | 0             | 15            | 6    | 46   | 0.130 | 981         | 1281        | 0.766       |
| 9 | MVK Zvolen             | 17    | 1     | 16    | 4   | 1             | 0             | 0             | 1             | 3             | 12            | 8    | 48   | 0.167 | 1120        | 1375        | 0.814       |
| 10 | RD SVK 2001            | 9     | 1     | 8     | 3   | 1             | 0             | 0             | 0             | 3             | 5             | 6    | 24   | 0.250 | 573         | 726         | 0.789       |
| Źródło: Data Project – SVF (słow.) |                        |       |       |       |     |               |               |               |               |               |               |      |      |       |             |             |             |
| Zasady ustalania kolejności: 1. liczba wygranych spotkań; 2. liczba zdobytych punktów; 3. lepszy stosunek setów; 4. lepszy stosunek małych punktów. |                        |       |       |       |     |               |               |               |               |               |               |      |      |       |             |             |             |
| Punktacja: 3:0 i 3:1 - 3 pkt; 3:2 - 2 pkt; 2:3 - 1 pkt; 1:3 i 0:3 - 0 pkt                                                                           |                        |       |       |       |     |               |               |               |               |               |               |      |      |       |             |             |             |
| Legenda: Grupa 1-4 Grupa 5-9 |                        |       |       |       |     |               |               |               |               |               |               |      |      |       |             |             |             |

## Druga faza

### Grupa 1-4

#### Tabela wyników
| Gospodarz \ Gość1      | KOŠ | SVI | PRV | KOM |
| ---------------------- | --- | --- | --- | --- |
| VK KDS Šport Košice    | -   | 3:0 | 0:3 | 3:1 |
| TJ Slávia Svidník      | 3:2 | -   | 0:3 | 3:2 |
| VK OSMOS Prievidza     | 0:3 | 3:1 | -   | 1:3 |
| VK Spartak UJS Komárno | 3:0 | 3:2 | 2:3 | -   |

Źródło: Data Project – SVF (słow.)
1 Drużyna gospodarzy jest wymieniona po lewej stronie tabeli.
Kolory:
  zwycięstwo gospodarzy 3:0 lub 3:1
  zwycięstwo gospodarzy 3:2
  zwycięstwo gości 3:0 lub 3:1
  zwycięstwo gości 3:2

#### Terminarz i wyniki spotkań
| Data       | Godz. | Gospodarz              | Rezultat                                | Gość                   | Widzów | MVP             |
| ---------- | ----- | ---------------------- | --------------------------------------- | ---------------------- | ------ | --------------- |
| 1. KOLEJKA |       |                        |                                         |                        |        |                 |
| 11.01.2020 | 18:00 | TJ Slávia Svidník      | 0:3 (22:25, 16:25, 22:25)               | VK OSMOS Prievidza     | 250    | Ľuboš Nemec     |
| 11.01.2020 | 18:30 | VK KDS Šport Košice    | 3:1 (22:25, 25:19, 25:23, 25:12)        | VK Spartak UJS Komárno | 260    | Patrik Lamanec  |
| 2. KOLEJKA |       |                        |                                         |                        |        |                 |
| 17.01.2020 | 19:00 | VK Spartak UJS Komárno | 2:3 (25:16, 21:25, 25:23, 24:26, 14:16) | VK OSMOS Prievidza     | 290    | Igor Rehák      |
| 18.01.2020 | 18:30 | VK KDS Šport Košice    | 3:0 (28:26, 25:16, 25:23)               | TJ Slávia Svidník      | 355    | Patrik Lamanec  |
| 3. KOLEJKA |       |                        |                                         |                        |        |                 |
| 22.01.2020 | 18:00 | VK OSMOS Prievidza     | 0:3 (24:26, 21:25, 22:25)               | VK KDS Šport Košice    | 600    | Patrik Lamanec  |
| 25.01.2020 | 18:00 | TJ Slávia Svidník      | 3:2 (25:22, 23:25, 17:25, 25:23, 15:10) | VK Spartak UJS Komárno | 270    | Łukasz Pietrzak |
| 4. KOLEJKA |       |                        |                                         |                        |        |                 |
| 01.02.2020 | 18:00 | VK Spartak UJS Komárno | 3:0 (25:15, 25:21, 25:18)               | VK KDS Šport Košice    | 300    | Juraj Zaťko     |
| 01.02.2020 | 18:00 | VK OSMOS Prievidza     | 3:1 (25:18, 22:25, 27:25, 30:28)        | TJ Slávia Svidník      | 680    | Nikołaj Pawłow  |
| 5. KOLEJKA |       |                        |                                         |                        |        |                 |
| 15.02.2020 | 18:00 | TJ Slávia Svidník      | 3:2 (24:26, 25:12, 22:25, 25:19, 15:13) | VK KDS Šport Košice    | 280    | Łukasz Pietrzak |
| 19.02.2020 | 17:30 | VK OSMOS Prievidza     | 1:3 (19:25, 29:27, 21:25, 19:25)        | VK Spartak UJS Komárno | 654    | Jakub Petráš    |
| 6. KOLEJKA |       |                        |                                         |                        |        |                 |
| 22.02.2020 | 18:30 | VK KDS Šport Košice    | 0:3 (21:25, 20:25, 17:25)               | VK OSMOS Prievidza     | 320    | Marek Ludha     |
| 23.02.2020 | 17:00 | VK Spartak UJS Komárno | 3:2 (25:11, 19:25, 22:25, 25:18, 15:10) | TJ Slávia Svidník      | 380    | Peter Kašper    |

#### Tabela
| Lp. | Drużyna                | Mecze | Mecze | Mecze | Pkt | Rodzaj wyniku | Rodzaj wyniku | Rodzaj wyniku | Rodzaj wyniku | Rodzaj wyniku | Rodzaj wyniku | Sety | Sety | Sety  | Małe punkty | Małe punkty | Małe punkty |
| Lp. | Drużyna                | M     | W     | P     | Pkt | 3:0           | 3:1           | 3:2           | 2:3           | 1:3           | 0:3           | wyg. | prz. | stos. | zdob.       | str.        | stos.       |
| --- | ---------------------- | ----- | ----- | ----- | --- | ------------- | ------------- | ------------- | ------------- | ------------- | ------------- | ---- | ---- | ----- | ----------- | ----------- | ----------- |
| 1 | VK OSMOS Prievidza     | 23    | 16    | 7     | 46  | 10            | 4             | 2             | 0             | 3             | 4             | 51   | 29   | 1.759 | 1851        | 1722        | 1.075       |
| 2 | VK KDS Šport Košice    | 23    | 16    | 7     | 45  | 8             | 4             | 4             | 1             | 2             | 4             | 52   | 33   | 1.576 | 1914        | 1794        | 1.067       |
| 3 | VK Spartak UJS Komárno | 23    | 14    | 9     | 45  | 7             | 5             | 2             | 3             | 4             | 2             | 56   | 36   | 1.556 | 2122        | 1943        | 1.092       |
| 4 | TJ Slávia Svidník      | 23    | 14    | 9     | 41  | 7             | 2             | 5             | 4             | 2             | 3             | 52   | 39   | 1.333 | 2035        | 1915        | 1.063       |
| Źródło: Data Project – SVF (słow.) |                        |       |       |       |     |               |               |               |               |               |               |      |      |       |             |             |             |
| Zasady ustalania kolejności: 1. liczba wygranych spotkań; 2. liczba zdobytych punktów; 3. lepszy stosunek setów; 4. lepszy stosunek małych punktów. |                        |       |       |       |     |               |               |               |               |               |               |      |      |       |             |             |             |
| Punktacja: 3:0 i 3:1 - 3 pkt; 3:2 - 2 pkt; 2:3 - 1 pkt; 1:3 i 0:3 - 0 pkt                                                                           |                        |       |       |       |     |               |               |               |               |               |               |      |      |       |             |             |             |
| Legenda: Faza play-off |                        |       |       |       |     |               |               |               |               |               |               |      |      |       |             |             |             |

### Grupa 5-9

#### Tabela wyników
| Gospodarz \ Gość1      | MYJ | NIT | PRŠ | TRČ | ZVO |
| ---------------------- | --- | --- | --- | --- | --- |
| TJ Spartak Myjava      | -   | 3:0 | 3:0 | 3:0 | 3:0 |
| VKP Bystrina SPU Nitra | 0:3 | -   | 0:3 | 0:3 | 3:1 |
| VK Mirad PU Prešov     | 2:3 | 3:0 | -   | 3:0 | 2:3 |
| ŠŠ volejbal Trenčín    | 0:3 | 0:3 | 2:3 | -   | 0:3 |
| MVK Zvolen             | 0:3 | 1:3 | 1:3 | 3:2 | -   |

Źródło: Data Project – SVF (słow.)
1 Drużyna gospodarzy jest wymieniona po lewej stronie tabeli.
Kolory:
  zwycięstwo gospodarzy 3:0 lub 3:1
  zwycięstwo gospodarzy 3:2
  zwycięstwo gości 3:0 lub 3:1
  zwycięstwo gości 3:2

#### Terminarz i wyniki spotkań
| Data       | Godz. | Gospodarz              | Rezultat                               | Gość                   | Widzów | MVP               |
| ---------- | ----- | ---------------------- | -------------------------------------- | ---------------------- | ------ | ----------------- |
| 1. KOLEJKA |       |                        |                                        |                        |        |                   |
| 11.01.2020 | 18:00 | TJ Spartak Myjava      | 3:0 (25:21, 25:22, 25:22               | ŠŠ volejbal Trenčín    | 239    | Patrik Pokopec    |
| 11.01.2020 | 18:00 | VKP Bystrina SPU Nitra | 0:3 (19:25, 18:25, 15:25               | VK Mirad PU Prešov     | 100    | Mário Oleárnik    |
| 12.02.2020 | 19:00 | MVK Zvolen             | 1:3 (17:25, 20:25, 26:24, 23:25        | VK Mirad PU Prešov     | 200    | Martin Sopko st.  |
| 2. KOLEJKA |       |                        |                                        |                        |        |                   |
| 17.01.2020 | 18:00 | TJ Spartak Myjava      | 3:0 (25:16, 25:13, 25:20               | MVK Zvolen             | 300    | Michal Zeman      |
| 18.01.2020 | 18:00 | TJ Spartak Myjava      | 3:0 (25:22, 25:14, 25:21               | VKP Bystrina SPU Nitra | 325    | Peter Barták      |
| 18.01.2020 | 18:00 | ŠŠ volejbal Trenčín    | 0:3 (15:25, 20:25, 25:27               | MVK Zvolen             | 20     | Adam Kliment      |
| 19.01.2020 | 16:00 | ŠŠ volejbal Trenčín    | 0:3 (20:25, 18:25, 21:25               | VKP Bystrina SPU Nitra | 20     | Ján Ružbaský      |
| 3. KOLEJKA |       |                        |                                        |                        |        |                   |
| 25.01.2020 | 17:00 | VK Mirad PU Prešov     | 2:3 (27:25, 21:25, 25:20, 13:25, 9:15  | TJ Spartak Myjava      | 148    | Patrik Pokopec    |
| 26.01.2020 | 17:00 | VK Mirad PU Prešov     | 3:0 (25:17, 25:18, 35:33               | ŠŠ volejbal Trenčín    | 98     | Michal Ščerba     |
| 26.01.2020 | 19:00 | VKP Bystrina SPU Nitra | 3:1 (25:22, 21:25, 25:23, 25:21        | MVK Zvolen             | 100    | Marek Gergely     |
| 4. KOLEJKA |       |                        |                                        |                        |        |                   |
| 01.02.2020 | 17:00 | ŠŠ volejbal Trenčín    | 0:3 (24:26, 23:25, 20:25               | TJ Spartak Myjava      | 20     | Tomáš Patúc       |
| 01.02.2020 | 17:00 | VK Mirad PU Prešov     | 2:3 (25:14, 25:23, 26:28, 24:26, 10:15 | MVK Zvolen             | 92     | Miroslav Vrtielka |
| 02.02.2020 | 17:00 | VK Mirad PU Prešov     | 3:0 (26:24, 25:20, 25:23               | VKP Bystrina SPU Nitra | 173    | Ivo Mikovčík      |
| 5. KOLEJKA |       |                        |                                        |                        |        |                   |
| 15.02.2020 | 16:00 | ŠŠ volejbal Trenčín    | 3:0 (25:0, 25:0, 25:0                  | VKP Bystrina SPU Nitra | —      | —                 |
| 15.02.2020 | 18:00 | MVK Zvolen             | 0:3 (26:28, 16:25, 24:26               | TJ Spartak Myjava      | 150    | Ľuboš Ochodnický  |
| 16.02.2020 | 18:00 | VKP Bystrina SPU Nitra | 0:3 (0:25, 0:25, 0:25                  | TJ Spartak Myjava      | —      | —                 |
| 16.02.2020 | 18:00 | MVK Zvolen             | 3:2 (25:14, 25:19, 25:27, 18:25, 19:17 | ŠŠ volejbal Trenčín    | 150    | Matúš Michalec    |
| 6. KOLEJKA |       |                        |                                        |                        |        |                   |
| 22.02.2020 | 18:00 | MVK Zvolen             | 1:3 (25:23, 23:25, 29:31, 16:25        | VKP Bystrina SPU Nitra | 150    | Ľuboš Kostoláni   |
| 22.02.2020 | 18:00 | ŠŠ volejbal Trenčín    | 2:3 (19:25, 25:20, 31:29, 19:25, 11:15 | VK Mirad PU Prešov     | 30     | Martin Sopko st.  |
| 23.02.2020 | 18:00 | TJ Spartak Myjava      | 3:0 (25:18, 25:18, 28:26               | VK Mirad PU Prešov     | 325    | Michal Zeman      |

#### Tabela
| Lp. | Drużyna                | Mecze | Mecze | Mecze | Pkt | Rodzaj wyniku | Rodzaj wyniku | Rodzaj wyniku | Rodzaj wyniku | Rodzaj wyniku | Rodzaj wyniku | Sety | Sety | Sety  | Małe punkty | Małe punkty | Małe punkty |
| Lp. | Drużyna                | M     | W     | P     | Pkt | 3:0           | 3:1           | 3:2           | 2:3           | 1:3           | 0:3           | wyg. | prz. | stos. | zdob.       | str.        | stos.       |
| --- | ---------------------- | ----- | ----- | ----- | --- | ------------- | ------------- | ------------- | ------------- | ------------- | ------------- | ---- | ---- | ----- | ----------- | ----------- | ----------- |
| 1 | TJ Spartak Myjava      | 25    | 19    | 6     | 56  | 13            | 4             | 2             | 1             | 2             | 3             | 61   | 26   | 2.346 | 2035        | 1764        | 1.154       |
| 2 | VK Mirad PU Prešov     | 25    | 13    | 12    | 43  | 9             | 2             | 2             | 6             | 3             | 3             | 54   | 42   | 1.286 | 2163        | 2087        | 1.036       |
| 3 | VKP Bystrina SPU Nitra | 25    | 13    | 12    | 361 | 6             | 6             | 1             | 0             | 3             | 9             | 42   | 44   | 0.955 | 1834        | 1963        | 0.934       |
| 4 | MVK Zvolen             | 25    | 4     | 21    | 11  | 2             | 0             | 2             | 1             | 6             | 14            | 20   | 67   | 0.299 | 1800        | 2100        | 0.857       |
| 5 | ŠŠ volejbal Trenčín    | 25    | 3     | 22    | 11  | 2             | 1             | 0             | 2             | 0             | 20            | 13   | 67   | 0.194 | 1582        | 1895        | 0.835       |
| 1 VKP Bystrina SPU Nitra został ukarany odjęciem dwóch punktów za oddanie dwóch meczów walkowerem.                                                  |                        |       |       |       |     |               |               |               |               |               |               |      |      |       |             |             |             |
| Źródło: Data Project – SVF (słow.) |                        |       |       |       |     |               |               |               |               |               |               |      |      |       |             |             |             |
| Zasady ustalania kolejności: 1. liczba wygranych spotkań; 2. liczba zdobytych punktów; 3. lepszy stosunek setów; 4. lepszy stosunek małych punktów. |                        |       |       |       |     |               |               |               |               |               |               |      |      |       |             |             |             |
| Punktacja: 3:0 i 3:1 - 3 pkt; 3:2 - 2 pkt; 2:3 - 1 pkt; 1:3 i 0:3 - 0 pkt                                                                           |                        |       |       |       |     |               |               |               |               |               |               |      |      |       |             |             |             |
| Legenda: Faza play-off |                        |       |       |       |     |               |               |               |               |               |               |      |      |       |             |             |             |

## Faza play-off

### Drabinka
|  |              |                        |              |                        |              |   |   |                     |           |           |           |           |           |                    |                    |                    |                    |                    |                    |                    |        |        |        |
|  | Ćwierćfinały | Ćwierćfinały           | Ćwierćfinały | Ćwierćfinały           | Ćwierćfinały |   |   | Półfinały           | Półfinały | Półfinały | Półfinały | Półfinały | Półfinały | Półfinały          |                    |                    | Finały             | Finały             | Finały             | Finały             | Finały | Finały | Finały |
|  | Ćwierćfinały | Ćwierćfinały           | Ćwierćfinały | Ćwierćfinały           | Ćwierćfinały |   |   | Półfinały           | Półfinały | Półfinały | Półfinały | Półfinały | Półfinały | Półfinały          |                    |                    | Finały             | Finały             | Finały             | Finały             | Finały | Finały | Finały |
|  |              |                        |              |                        |              |   |   |                     |           |           |           |           |           |                    |                    |                    |                    |                    |                    |                    |        |        |        |
|  |              |                        |              |                        |              |   |   |                     |           |           |           |           |           |                    |                    |                    |                    |                    |                    |                    |        |        |        |
|  | 1            | VK OSMOS Prievidza     | 3            | 3                      |              |   |   |                     |           |           |           |           |           |                    |                    |                    |                    |                    |                    |                    |        |        |        |
|  | 1            | VK OSMOS Prievidza     | 3            | 3                      |              |   |   |                     |           |           |           |           |           |                    |                    |                    |                    |                    |                    |                    |        |        |        |
|  | 8            | MVK Zvolen             | 0            | 0                      |              |   |   |                     |           |           |           |           |           |                    |                    |                    |                    |                    |                    |                    |        |        |        |
|  | 8            | MVK Zvolen             | 0            | 0                      |              |   | 1 | VK OSMOS Prievidza  | –         |           |           |           |           |                    |                    |                    |                    |                    |                    |                    |        |        |        |
|  |              |                        |              |                        |              |   | 1 | VK OSMOS Prievidza  | –         |           |           |           |           |                    |                    |                    |                    |                    |                    |                    |        |        |        |
|  |              |                        | 4            | TJ Slávia Svidník      | –            |   |   |                     |           |           |           |           |           |                    |                    |                    |                    |                    |                    |                    |        |        |        |
|  | 4            | TJ Slávia Svidník      | 4            | TJ Slávia Svidník      | –            | 3 | 3 |                     |           |           |           |           |           |                    |                    |                    |                    |                    |                    |                    |        |        |        |
|  | 4            | TJ Slávia Svidník      |              |                        |              |   |   |                     |           |           |           |           |           |                    |                    |                    |                    |                    |                    |                    |        |        |        |
|  | 5            | TJ Spartak Myjava      | 1            | 1                      |              |   |   |                     |           |           |           |           |           |                    |                    |                    |                    |                    |                    |                    |        |        |        |
|  | 5            | TJ Spartak Myjava      | 1            | 1                      |              |   | — | —                   |           |           |           |           |           |                    |                    |                    |                    |                    |                    |                    |        |        |        |
|  |              |                        |              |                        |              |   |   |                     |           |           |           |           |           |                    |                    |                    |                    |                    |                    |                    |        |        |        |
|  |              |                        | —            | —                      |              |   |   |                     |           |           |           |           |           |                    |                    |                    |                    |                    |                    |                    |        |        |        |
|  | 2            | VK KDS Šport Košice    | —            | —                      | 3            | 3 |   |                     |           |           |           |           |           |                    |                    |                    |                    |                    |                    |                    |        |        |        |
|  | 2            | VK KDS Šport Košice    |              |                        | 3            | 3 |   |                     |           |           |           |           |           |                    |                    |                    |                    |                    |                    |                    |        |        |        |
|  | 7            | VKP Bystrina SPU Nitra | 1            | 2                      |              |   |   |                     |           |           |           |           |           |                    |                    |                    |                    |                    |                    |                    |        |        |        |
|  | 7            | VKP Bystrina SPU Nitra | 1            | 2                      |              |   | 2 | VK KDS Šport Košice | –         |           |           |           |           | Mecze o 3. miejsce | Mecze o 3. miejsce | Mecze o 3. miejsce | Mecze o 3. miejsce | Mecze o 3. miejsce | Mecze o 3. miejsce | Mecze o 3. miejsce |        |        |        |
|  |              |                        |              |                        |              |   | 2 | VK KDS Šport Košice | –         |           |           |           |           | Mecze o 3. miejsce | Mecze o 3. miejsce | Mecze o 3. miejsce | Mecze o 3. miejsce | Mecze o 3. miejsce | Mecze o 3. miejsce | Mecze o 3. miejsce |        |        |        |
|  |              |                        | 3            | VK Spartak UJS Komárno | –            |   |   |                     |           |           |           |           |           |                    |                    |                    |                    |                    |                    |                    |        |        |        |
|  | 3            | VK Spartak UJS Komárno | 3            | VK Spartak UJS Komárno | –            | 3 | 3 |                     |           |           |           |           |           |                    |                    |                    |                    |                    |                    |                    |        |        |        |
|  | 3            | VK Spartak UJS Komárno |              |                        |              |   |   |                     |           |           |           | —         | —         |                    |                    |                    |                    |                    |                    |                    |        |        |        |
|  | 6            | VK Mirad PU Prešov     | 1            | 0                      |              |   |   |                     |           |           |           | —         | —         |                    |                    |                    |                    |                    |                    |                    |        |        |        |
|  | 6            | VK Mirad PU Prešov     | 1            | 0                      |              |   | — | —                   |           |           |           |           |           |                    |                    |                    |                    |                    |                    |                    |        |        |        |
|  |              |                        |              |                        |              |   | — | —                   |           |           |           |           |           |                    |                    |                    |                    |                    |                    |                    |        |        |        |

|  |                     |                        |                     |                     |                     |   |   |                    |                    |                    |                    |                    |
|  | Mecze o miejsca 5-8 | Mecze o miejsca 5-8    | Mecze o miejsca 5-8 | Mecze o miejsca 5-8 | Mecze o miejsca 5-8 |   |   | Mecze o 5. miejsce | Mecze o 5. miejsce | Mecze o 5. miejsce | Mecze o 5. miejsce | Mecze o 5. miejsce |
|  | Mecze o miejsca 5-8 | Mecze o miejsca 5-8    | Mecze o miejsca 5-8 | Mecze o miejsca 5-8 | Mecze o miejsca 5-8 |   |   | Mecze o 5. miejsce | Mecze o 5. miejsce | Mecze o 5. miejsce | Mecze o 5. miejsce | Mecze o 5. miejsce |
|  |                     |                        |                     |                     |                     |   |   |                    |                    |                    |                    |                    |
|  |                     |                        |                     |                     |                     |   |   |                    |                    |                    |                    |                    |
|  | 5                   | TJ Spartak Myjava      | –                   |                     |                     |   |   |                    |                    |                    |                    |                    |
|  | 5                   | TJ Spartak Myjava      | –                   |                     |                     |   |   |                    |                    |                    |                    |                    |
|  | 8                   | MVK Zvolen             | –                   |                     |                     |   |   |                    |                    |                    |                    |                    |
|  | 8                   | MVK Zvolen             | –                   |                     |                     | — | — |                    |                    |                    |                    |                    |
|  |                     |                        |                     |                     |                     | — | — |                    |                    |                    |                    |                    |
|  |                     |                        | —                   | —                   |                     |   |   |                    |                    |                    |                    |                    |
|  | 6                   | VK Mirad PU Prešov     | —                   | —                   | –                   |   |   |                    |                    |                    |                    |                    |
|  | 6                   | VK Mirad PU Prešov     |                     |                     | –                   |   |   |                    |                    |                    |                    |                    |
|  | 7                   | VKP Bystrina SPU Nitra | –                   |                     |                     |   |   |                    |                    |                    |                    |                    |
|  | 7                   | VKP Bystrina SPU Nitra | –                   | Mecze o 7. miejsce  |                     |   |   |                    |                    |                    |                    |                    |
|  |                     |                        |                     |                     |                     |   |   |                    |                    |                    |                    |                    |
|  |                     |                        |                     |                     |                     |   |   |                    |                    |                    |                    |                    |
|  |                     |                        |                     |                     |                     |   |   |                    |                    |                    |                    |                    |
|  | —                   | —                      |                     |                     |                     |   |   |                    |                    |                    |                    |                    |
|  | —                   | —                      |                     |                     |                     |   |   |                    |                    |                    |                    |                    |
|  | —                   | —                      |                     |                     |                     |   |   |                    |                    |                    |                    |                    |
|  | —                   | —                      |                     |                     |                     |   |   |                    |                    |                    |                    |                    |

### I runda

#### Ćwierćfinały
(do dwóch zwycięstw)
| Data                       | Godz.                      | Gospodarz                  | Rezultat                                | Gość                       | Widzów                     | MVP                        |
| -------------------------- | -------------------------- | -------------------------- | --------------------------------------- | -------------------------- | -------------------------- | -------------------------- |
| VK OSMOS Prievidza (1)     | VK OSMOS Prievidza (1)     | VK OSMOS Prievidza (1)     | 2 – 0                                   | (8) MVK Zvolen             | (8) MVK Zvolen             | (8) MVK Zvolen             |
| 28.02.2020                 | 18:00                      | VK OSMOS Prievidza         | 3:0 (25:16, 25:19, 25:19)               | MVK Zvolen                 | 582                        | Martin Pavelka             |
| 04.03.2020                 | 18:00                      | MVK Zvolen                 | 0:3 (19:25, 12:25, 20:25)               | VK OSMOS Prievidza         | 100                        | Milan Javorčík             |
| TJ Slávia Svidník (4)      | TJ Slávia Svidník (4)      | TJ Slávia Svidník (4)      | 2 – 0                                   | (5) VO TJ Spartak Myjava   | (5) VO TJ Spartak Myjava   | (5) VO TJ Spartak Myjava   |
| 29.02.2020                 | 18:00                      | TJ Slávia Svidník          | 3:1 (22:25, 25:19, 25:15, 25:20)        | TJ Spartak Myjava          | 300                        | Łukasz Pietrzak            |
| 04.03.2020                 | 18:30                      | TJ Spartak Myjava          | 1:3 (22:25, 16:25, 25:16, 23:25)        | TJ Slávia Svidník          | 465                        | Bohdan Tatarenko           |
| VK KDS Šport Košice (2)    | VK KDS Šport Košice (2)    | VK KDS Šport Košice (2)    | 2 – 0                                   | (7) VKP Bystrina SPU Nitra | (7) VKP Bystrina SPU Nitra | (7) VKP Bystrina SPU Nitra |
| 29.02.2020                 | 18:30                      | VK KDS Šport Košice        | 3:1 (21:25, 25:22, 25:17, 25:22)        | VKP Bystrina SPU Nitra     | 315                        | Patrik Lamanec             |
| 04.03.2020                 | 18:00                      | VKP Bystrina SPU Nitra     | 2:3 (25:21, 22:25, 25:21, 17:25, 21:23) | VK KDS Šport Košice        | 150                        | Maroš Kasperkevič          |
| VK Spartak UJS Komárno (3) | VK Spartak UJS Komárno (3) | VK Spartak UJS Komárno (3) | 2 – 0                                   | (6) VK Mirad PU Prešov     | (6) VK Mirad PU Prešov     | (6) VK Mirad PU Prešov     |
| 29.02.2020                 | 18:00                      | VK Spartak UJS Komárno     | 3:1 (25:17, 23:25, 25:16, 25:17)        | VK Mirad PU Prešov         | 350                        | Ján Tarabus                |
| 04.03.2020                 | 19:00                      | VK Mirad PU Prešov         | 0:3 (18:25, 26:28, 16:25)               | VK Spartak UJS Komárno     | 293                        | Jakub Petráš               |

### II runda

#### Półfinały
(do trzech zwycięstw)
Ze względu na odwołanie rozgrywek w dniu 13 marca 2020 roku w związku z szerzeniem się zakażeń wirusem SARS-CoV-2 półfinały nie odbyły się.
| Data                    | Godz.                   | Gospodarz               | Rezultat       | Gość                       | Widzów                     | MVP                        |
| ----------------------- | ----------------------- | ----------------------- | -------------- | -------------------------- | -------------------------- | -------------------------- |
| VK OSMOS Prievidza (1)  | VK OSMOS Prievidza (1)  | VK OSMOS Prievidza (1)  | mecze odwołane | (4) TJ Slávia Svidník      | (4) TJ Slávia Svidník      | (4) TJ Slávia Svidník      |
| VK KDS Šport Košice (2) | VK KDS Šport Košice (2) | VK KDS Šport Košice (2) | mecze odwołane | (3) VK Spartak UJS Komárno | (3) VK Spartak UJS Komárno | (3) VK Spartak UJS Komárno |

#### Mecze o miejsca 5-8
(do dwóch zwycięstw)
Ze względu na odwołanie rozgrywek w dniu 13 marca 2020 roku w związku z szerzeniem się zakażeń wirusem SARS-CoV-2 mecze o miejsca 5-8 nie odbyły się.
| Data                     | Godz.                    | Gospodarz                | Rezultat       | Gość                       | Widzów                     | MVP                        |
| ------------------------ | ------------------------ | ------------------------ | -------------- | -------------------------- | -------------------------- | -------------------------- |
| VO TJ Spartak Myjava (5) | VO TJ Spartak Myjava (5) | VO TJ Spartak Myjava (5) | mecze odwołane | (8) MVK Zvolen             | (8) MVK Zvolen             | (8) MVK Zvolen             |
| VK Mirad PU Prešov (6)   | VK Mirad PU Prešov (6)   | VK Mirad PU Prešov (6)   | mecze odwołane | (7) VKP Bystrina SPU Nitra | (7) VKP Bystrina SPU Nitra | (7) VKP Bystrina SPU Nitra |

### III runda

#### Finały
(do trzech zwycięstw)
Ze względu na odwołanie rozgrywek w dniu 13 marca 2020 roku w związku z szerzeniem się zakażeń wirusem SARS-CoV-2 finały nie odbyły się.

#### Mecze o 3. miejsce
(do trzech zwycięstw)
Ze względu na odwołanie rozgrywek w dniu 13 marca 2020 roku w związku z szerzeniem się zakażeń wirusem SARS-CoV-2 mecze o 3. miejsce nie odbyły się.

#### Mecze o 5. miejsce
(do dwóch zwycięstw)
Ze względu na odwołanie rozgrywek w dniu 13 marca 2020 roku w związku z szerzeniem się zakażeń wirusem SARS-CoV-2 mecze o 5. miejsce nie odbyły się.

#### Mecze o 7. miejsce
(do dwóch zwycięstw)
Ze względu na odwołanie rozgrywek w dniu 13 marca 2020 roku w związku z szerzeniem się zakażeń wirusem SARS-CoV-2 mecze o 7. miejsce nie odbyły się.

## Klasyfikacja końcowa
Słowacki Związek Piłki Siatkowej zdecydował, że nie zostanie przyznany tytuł mistrza Słowacji. Klasyfikacja końcowa mająca wyłonić drużyny uczestniczące w europejskich pucharach w sezonie 2020/2021 została ustalona na podstawie wyników drugiej rundy rozgrywek.
| Pozycja | Drużyna                |
| ------- | ---------------------- |
| 1.      | VK OSMOS Prievidza     |
| 2.      | VK KDS Šport Košice    |
| 3.      | VK Spartak UJS Komárno |
| 4.      | TJ Slávia Svidník      |
| 5.      | TJ Spartak Myjava      |
| 6.      | VK Mirad PU Prešov     |
| 7.      | VKP Bystrina SPU Nitra |
| 8.      | MVK Zvolen             |
| 9.      | ŠŠ volejbal Trenčín    |
| —       | RD SVK 2001            |

     Liga Mistrzów 2020/2021 – kwalifikacje
     Puchar Challenge 2020/2021

## Statystyki

### Sety, małe punkty i liczba widzów
| Kolejka/Faza                                  | Mecze                                         | Sety (średnio na mecz)                        | Sety (średnio na mecz)                        | Małe punkty (średnio na set)                  | Małe punkty (średnio na set)                  | Liczba widzów (średnio na mecz)               | Liczba widzów (średnio na mecz)               | Kolejka/Faza                          | Mecze                                 | Sety (średnio na mecz)                | Sety (średnio na mecz)                | Małe punkty (średnio na set)          | Małe punkty (średnio na set)          | Liczba widzów (średnio na mecz)       | Liczba widzów (średnio na mecz)       |
| --------------------------------------------- | --------------------------------------------- | --------------------------------------------- | --------------------------------------------- | --------------------------------------------- | --------------------------------------------- | --------------------------------------------- | --------------------------------------------- | ------------------------------------- | ------------------------------------- | ------------------------------------- | ------------------------------------- | ------------------------------------- | ------------------------------------- | ------------------------------------- | ------------------------------------- |
| Faza zasadnicza                               |                                               |                                               |                                               |                                               |                                               |                                               |                                               |                                       |                                       |                                       |                                       |                                       |                                       |                                       |                                       |
| 1                                             | 6                                             | 22                                            | 3,67                                          | 975                                           | 44,32                                         | 1429                                          | 238                                           | 10                                    | 4                                     | 14                                    | 3,50                                  | 616                                   | 44,00                                 | 870                                   | 218                                   |
| 2                                             | 4                                             | 13                                            | 3,25                                          | 608                                           | 46,77                                         | 576                                           | 144                                           | 11                                    | 4                                     | 12                                    | 3,00                                  | 544                                   | 45,33                                 | 863                                   | 216                                   |
| 3                                             | 4                                             | 14                                            | 3,50                                          | 613                                           | 43,79                                         | 938                                           | 235                                           | 12                                    | 4                                     | 17                                    | 4,25                                  | 773                                   | 45,47                                 | 715                                   | 179                                   |
| 4                                             | 4                                             | 15                                            | 3,75                                          | 645                                           | 43,00                                         | 544                                           | 136                                           | 13                                    | 6                                     | 21                                    | 3,50                                  | 902                                   | 42,95                                 | 1853                                  | 309                                   |
| 5                                             | 7                                             | 24                                            | 3,43                                          | 1040                                          | 43,33                                         | 1632                                          | 233                                           | 14                                    | 4                                     | 15                                    | 3,75                                  | 700                                   | 46,67                                 | 585                                   | 146                                   |
| 6                                             | 4                                             | 13                                            | 3,25                                          | 579                                           | 44,54                                         | 878                                           | 220                                           | 15                                    | 4                                     | 12                                    | 3,00                                  | 516                                   | 43,00                                 | 751                                   | 188                                   |
| 7                                             | 6                                             | 22                                            | 3,67                                          | 949                                           | 43,14                                         | 1599                                          | 267                                           | 16                                    | 4                                     | 13                                    | 3,25                                  | 582                                   | 44,77                                 | 771                                   | 193                                   |
| 8                                             | 4                                             | 17                                            | 4,25                                          | 713                                           | 41,94                                         | 1204                                          | 301                                           | 17                                    | 4                                     | 14                                    | 3,50                                  | 614                                   | 43,86                                 | 1285                                  | 321                                   |
| 9                                             | 4                                             | 14                                            | 3,50                                          | 622                                           | 44,43                                         | 902                                           | 226                                           | 18                                    | 4                                     | 17                                    | 4,25                                  | 752                                   | 44,24                                 | 1323                                  | 331                                   |
| Podsumowanie rundy pierwszej (po 9 kolejkach) | Podsumowanie rundy pierwszej (po 9 kolejkach) | Podsumowanie rundy pierwszej (po 9 kolejkach) | Podsumowanie rundy pierwszej (po 9 kolejkach) | Podsumowanie rundy pierwszej (po 9 kolejkach) | Podsumowanie rundy pierwszej (po 9 kolejkach) | Podsumowanie rundy pierwszej (po 9 kolejkach) | Podsumowanie rundy pierwszej (po 9 kolejkach) | Podsumowanie rundy rewanżowej         | Podsumowanie rundy rewanżowej         | Podsumowanie rundy rewanżowej         | Podsumowanie rundy rewanżowej         | Podsumowanie rundy rewanżowej         | Podsumowanie rundy rewanżowej         | Podsumowanie rundy rewanżowej         | Podsumowanie rundy rewanżowej         |
| 1-9                                           | 43                                            | 154                                           | 3,58                                          | 6744                                          | 43,79                                         | 9702                                          | 226                                           | 10-18                                 | 38                                    | 135                                   | 3,55                                  | 5999                                  | 44,44                                 | 9016                                  | 237                                   |
| Druga faza – grupa 1-4                        | Druga faza – grupa 1-4                        | Druga faza – grupa 1-4                        | Druga faza – grupa 1-4                        | Druga faza – grupa 1-4                        | Druga faza – grupa 1-4                        | Druga faza – grupa 1-4                        | Druga faza – grupa 1-4                        | Druga faza – grupa 5-9                | Druga faza – grupa 5-9                | Druga faza – grupa 5-9                | Druga faza – grupa 5-9                | Druga faza – grupa 5-9                | Druga faza – grupa 5-9                | Druga faza – grupa 5-9                | Druga faza – grupa 5-9                |
| 1                                             | 2                                             | 7                                             | 3,50                                          | 311                                           | 44,43                                         | 510                                           | 255                                           | 1                                     | 3                                     | 10                                    | 3,33                                  | 452                                   | 45,20                                 | 539                                   | 180                                   |
| 2                                             | 2                                             | 8                                             | 4,00                                          | 358                                           | 44,75                                         | 645                                           | 323                                           | 2                                     | 4                                     | 12                                    | 3,00                                  | 527                                   | 43,92                                 | 665                                   | 166                                   |
| 3                                             | 2                                             | 8                                             | 4,00                                          | 353                                           | 44,13                                         | 870                                           | 435                                           | 3                                     | 3                                     | 12                                    | 4,00                                  | 545                                   | 45,42                                 | 346                                   | 115                                   |
| 4                                             | 2                                             | 7                                             | 3,50                                          | 329                                           | 47,00                                         | 980                                           | 490                                           | 4                                     | 3                                     | 11                                    | 3,67                                  | 502                                   | 45,64                                 | 285                                   | 95                                    |
| 5                                             | 2                                             | 9                                             | 4,50                                          | 396                                           | 44,00                                         | 934                                           | 467                                           | 5                                     | 4                                     | 14                                    | 3,50                                  | 509                                   | 36,36                                 | 300                                   | 75                                    |
| 6                                             | 2                                             | 8                                             | 4,00                                          | 328                                           | 41,00                                         | 700                                           | 350                                           | 6                                     | 3                                     | 12                                    | 4,00                                  | 556                                   | 46,33                                 | 505                                   | 168                                   |
| Podsumowanie drugiej fazy (grupa 1-4)         | Podsumowanie drugiej fazy (grupa 1-4)         | Podsumowanie drugiej fazy (grupa 1-4)         | Podsumowanie drugiej fazy (grupa 1-4)         | Podsumowanie drugiej fazy (grupa 1-4)         | Podsumowanie drugiej fazy (grupa 1-4)         | Podsumowanie drugiej fazy (grupa 1-4)         | Podsumowanie drugiej fazy (grupa 1-4)         | Podsumowanie drugiej fazy (grupa 5-9) | Podsumowanie drugiej fazy (grupa 5-9) | Podsumowanie drugiej fazy (grupa 5-9) | Podsumowanie drugiej fazy (grupa 5-9) | Podsumowanie drugiej fazy (grupa 5-9) | Podsumowanie drugiej fazy (grupa 5-9) | Podsumowanie drugiej fazy (grupa 5-9) | Podsumowanie drugiej fazy (grupa 5-9) |
| 1-6                                           | 12                                            | 47                                            | 3,92                                          | 2075                                          | 44,15                                         | 4639                                          | 387                                           | 1-6                                   | 20                                    | 71                                    | 3,55                                  | 3091                                  | 43,54                                 | 2640                                  | 132                                   |
| Faza play-off                                 |                                               |                                               |                                               |                                               |                                               |                                               |                                               |                                       |                                       |                                       |                                       |                                       |                                       |                                       |                                       |
| Ćwierćfinały                                  | 8                                             | 30                                            | 3,75                                          | 1326                                          | 44,20                                         | 2555                                          | 319                                           | O miejsca 5-8                         | —                                     | —                                     | —                                     | —                                     | —                                     | —                                     | —                                     |
| Półfinały                                     | —                                             | —                                             | —                                             | —                                             | —                                             | —                                             | —                                             | O 7. miejsce                          | —                                     | —                                     | —                                     | —                                     | —                                     | —                                     | —                                     |
| O 3. miejsce                                  | —                                             | —                                             | —                                             | —                                             | —                                             | —                                             | —                                             | O 5. miejsce                          | —                                     | —                                     | —                                     | —                                     | —                                     | —                                     | —                                     |
| Finały                                        | —                                             | —                                             | —                                             | —                                             | —                                             | —                                             | —                                             |                                       |                                       |                                       |                                       |                                       |                                       |                                       |                                       |
| Podsumowanie sezonu                           |                                               |                                               |                                               |                                               |                                               |                                               |                                               |                                       |                                       |                                       |                                       |                                       |                                       |                                       |                                       |
| Faza zasadnicza                               | Faza zasadnicza                               | Faza zasadnicza                               | Faza zasadnicza                               | Faza zasadnicza                               | Faza zasadnicza                               | Faza zasadnicza                               | Faza zasadnicza                               | Faza zasadnicza                       | 81                                    | 289                                   | 3,57                                  | 12 743                                | 44,09                                 | 18 718                                | 231                                   |
| Druga faza                                    | Druga faza                                    | Druga faza                                    | Druga faza                                    | Druga faza                                    | Druga faza                                    | Druga faza                                    | Druga faza                                    | Druga faza                            | 32                                    | 118                                   | 3,69                                  | 5166                                  | 43,78                                 | 7279                                  | 227                                   |
| Faza play-off                                 | Faza play-off                                 | Faza play-off                                 | Faza play-off                                 | Faza play-off                                 | Faza play-off                                 | Faza play-off                                 | Faza play-off                                 | Faza play-off                         | 8                                     | 30                                    | 3,75                                  | 1326                                  | 44,20                                 | 2555                                  | 319                                   |
| Razem                                         | Razem                                         | Razem                                         | Razem                                         | Razem                                         | Razem                                         | Razem                                         | Razem                                         | Razem                                 | 121                                   | 437                                   | 3,61                                  | 19 235                                | 44,02                                 | 28 552                                | 236                                   |

### Najlepsi zawodnicy meczów (MVP)
| Liczba MVP | Zawodnik           |
| ---------- | ------------------ |
| 8          | Patrik Lamanec     |
| 5          | Ľuboš Kostoláni    |
| 5          | František Ogurčák  |
| 5          | Martin Pavelka     |
| 5          | Patrik Pokopec     |
| 4          | Dmytro Fedorenko   |
| 4          | Matúš Konc         |
| 4          | Ivo Mikovčík       |
| 4          | Łukasz Pietrzak    |
| 4          | Martin Sopko st.   |
| 4          | Ján Tarabus        |
| 3          | Jakub Petráš       |
| 3          | Igor Rehák         |
| 3          | Bohdan Tatarenko   |
| 3          | Michal Zeman       |
| 2          | Miroslav Jakubov   |
| 2          | Milan Javorčík     |
| 2          | Maroš Kasperkevič  |
| 2          | Marek Malina       |
| 2          | Tibor Matušovský   |
| 2          | Matúš Michalec     |
| 2          | Ľuboš Nemec        |
| 2          | Ľuboš Ochodnický   |
| 2          | Mário Oleárnik     |
| 2          | Peter Porubský     |
| 2          | Martin Sopko mł.   |
| 2          | Michal Ščerba      |
| 2          | Dominik Valo       |
| 2          | Radovan Vitko      |
| 2          | Juraj Zaťko        |
| 1          | Peter Barták       |
| 1          | Viliam Čizmazia    |
| 1          | Marek Gergely      |
| 1          | Jakub Hriňák       |
| 1          | Martin Jančura     |
| 1          | Ján Jendrejčák     |
| 1          | Peter Kašper       |
| 1          | Adam Kliment       |
| 1          | Lukáš Kyjanica     |
| 1          | Marek Ludha        |
| 1          | Patrik Marčok      |
| 1          | Nikolas Ondruš     |
| 1          | Tomáš Patúc        |
| 1          | Nikołaj Pawłow     |
| 1          | Radoslav Prešinský |
| 1          | Adam Repka         |
| 1          | Ján Ružbaský       |
| 1          | Michal Sládeček    |
| 1          | Lukáš Smolej       |
| 1          | Mateusz Śnieżek    |
| 1          | Martin Turis       |
| 1          | Adrián Vančo       |
| 1          | Boris Velička      |
| 1          | Tobias Viskup      |
| 1          | Miroslav Vrtielka  |

### Gracze miesiąca
| Miesiąc     | Najlepszy zawodnik (MVP) | Klub                   |        |
| ----------- | ------------------------ | ---------------------- | ------ |
| październik | Matúš Konc               | TJ Spartak Myjava      | [ 7 ]  |
| listopad    | Ľuboš Kostoláni          | VKP Bystrina SPU Nitra | [ 8 ]  |
| grudzień    | Patrik Lamanec           | VK KDS Šport Košice    | [ 9 ]  |
| styczeń     | Igor Rehák               | VK OSMOS Prievidza     | [ 10 ] |
| luty        | Jakub Petráš             | VK Spartak UJS Komárno | [ 11 ] |

## Transfery
| VK OSMOS Prievidza | VK OSMOS Prievidza | VK OSMOS Prievidza |
| Przychodzą | Odchodzą |                    |
| --- | --- | ------------------ |
| - Patrik Kudra (VK Prievidza – juniorzy) - Martin Pavelka (BDO Haasrode Leuven) - Igor Rehák (VK Spartak UJS Komárno) - Michal Sládeček (VK Spartak UJS Komárno) | - Jakub Ihnát (VK Ostrava) - Martin Jančura (koniec kariery) - Peter Mlynarčík (SK Zadruga Aich/Dob) - Iwan Plasecki (VK Lvi Praha) |                    |
| W trakcie sezonu | |                    |
| - Martin Jančura (wznowienie kariery) - Nikołaj Pawłow (bez klubu) - Samuel Podstupka (wznowienie kariery) - Peter Porubský (VKP Bystrina SPU Nitra)             | - Michal Sládeček (Invent San Donà di Piave)                                                                                        |                    |

| VK KDS Šport Košice | VK KDS Šport Košice | VK KDS Šport Košice |
| Przychodzą | Odchodzą |                     |
| --- | --- | ------------------- |
| - Samuel Goč (COP Trenčín) - Pavol Kurej (COP Trenčín) - Marek Machovec (VO AC Uniza Žilina) - Nikolas Ondruš (COP Trenčín) | - Jakub Bališin (koniec kariery) - Marcin Kryś (Exact Systems Norwid Częstochowa) - Miloš Labik (Cambrai Volley) - Quentin Rossard (Hylte VBK) |                     |
| W trakcie sezonu | |                     |
| - Wałentyn Burkowski (SK Prybyliw) - Ján Jendrejčák (VKP Bystrina SPU Nitra – kadeci)                                       | |                     |

| VKP Bystrina SPU Nitra | VKP Bystrina SPU Nitra | VKP Bystrina SPU Nitra |
| Przychodzą | Odchodzą |                        |
| --- | --- | ---------------------- |
| - Michal Kilian (VKP Bystrina SPU Nitra – juniorzy) - Samuel Loži (VKP Bystrina SPU Nitra – juniorzy) - Samuel Porubský (VKP Bystrina SPU Nitra – juniorzy) | - Boris Gera (VKP Bystrina SPU Nitra – menadżer) - Marek Gergely (ŠŠ volejbal Trenčín) - Samuel Holinga (koniec kariery) - Peter Kašper (VK Spartak UJS Komárno) - Ľuboš Ochodnický (TJ Spartak Myjava) - Adam Százvai (VK Spartak UJS Komárno) - Juraj Zaťko (VK Spartak UJS Komárno) |                        |
| W trakcie sezonu | |                        |
| - Milan Bencz (wznowienie kariery) - Viliam Fejt (ŠŠ volejbal Trenčín) - Marek Gergely (ŠŠ volejbal Trenčín) - Tomáš Hollý (wznowienie kariery)             | - Ján Jendrejčák (VK KDS Šport Košice) - Peter Porubský (VK OSMOS Prievidza) - Rastislav Remenár (ŠŠ volejbal Trenčín) |                        |

| TJ Slávia Svidník | TJ Slávia Svidník | TJ Slávia Svidník |
| Przychodzą | Odchodzą |                   |
| --- | --- | ----------------- |
| - Dmytro Fedorenko (Esil Pietropawłowsk) - Branislav Kandráč (VKM Stará Ľubovňa) - Ľuboš Macko (Vegyész RC Kazincbarcika) - Bohdan Tatarenko (Olympias Frenarou) | - Łukasz Ciupa (Mende Volley Lozère) - Juraj Kalužný (Cambrai Volley) - Ján Majcher (koniec kariery) - Mário Oleárnik (VK Mirad PU Prešov) - Michal Ščerba (VK Mirad PU Prešov) |                   |
| W trakcie sezonu | |                   |
| | - Branislav Kandráč (VKM Stará Ľubovňa) |                   |

| VK Mirad PU Prešov                                                                                           | VK Mirad PU Prešov                                                                                       | VK Mirad PU Prešov |
| Przychodzą                                                                                                   | Odchodzą                                                                                                 |                    |
| --- | --- | ------------------ |
| - Mário Oleárnik (TJ Slávia Svidník) - Mateusz Śnieżek (Gwardia Wrocław) - Michal Ščerba (TJ Slávia Svidník) | - Jaroslav Bogdanovič (C'Chartres Volley) - Michal Červeň (koniec kariery) - Šimon Gula (Cambrai Volley) |                    |

| VK Spartak UJS Komárno | VK Spartak UJS Komárno | VK Spartak UJS Komárno |
| Przychodzą | Odchodzą |                        |
| --- | --- | ---------------------- |
| - Matúš Jalovecký (TJ Spartak Myjava) - Peter Kašper (VKP Bystrina SPU Nitra) - František Ogurčák (Sieco Service Ortona) - Jakub Petráš (TJ Spartak Myjava) - Ádám Százvai (VKP Bystrina SPU Nitra) - Ján Tarabus (wznowienie kariery) - Martin Turis (AlpenVolleys Haching II) - Juraj Zaťko (VKP Bystrina SPU Nitra) | - Dávid Ferencz (VK Spartak UJS Komárno – menadżer) - Maroš Hinduliak (wyjechał do Kanady) - Igor Rehák (VK OSMOS Prievidza) - Michal Sládeček (VK OSMOS Prievidza) |                        |

| TJ Spartak Myjava | TJ Spartak Myjava                                                                  | TJ Spartak Myjava |
| Przychodzą | Odchodzą                                                                           |                   |
| --- | ---------------------------------------------------------------------------------- | ----------------- |
| - Peter Barták (VSC Fatra Zlín) - Juraj Molčan (TJ Spartak Myjava – drugi zespół) - Ľuboš Ochodnický (VKP Bystrina SPU Nitra) - Bruno Pavličko (VKP Bystrina SPU Nitra – kadeci) - Adam Ševcech (VK Nové Mesto nad Váhom) - Matúš Šíma (VO AC Uniza Žilina) | - Matúš Jalovecký (VK Spartak UJS Komárno) - Jakub Petráš (VK Spartak UJS Komárno) |                   |
| W trakcie sezonu |                                                                                    |                   |
| - Tomáš Patúc (bez klubu) - Šimon Rzyman (ŠŠ volejbal Trenčín) | - Adam Ševcech (?)                                                                 |                   |

| MVK Zvolen | MVK Zvolen | MVK Zvolen |
| Przychodzą | Odchodzą |            |
| --- | --- | ---------- |
| - Michal Borski (TJ Lignum Morávka) - Adam Kán (ŠVK Tatran Banská Bystrica) - Ryan Kenny (TV Bliesen) - Fraser Smith (VK Vestsjælland) | - Adam Kliment (koniec kariery) - Samuel Podstupka (zawieszenie kariery) - Martin Sekereš (zawieszenie kariery) |            |
| W trakcie sezonu | |            |
| - Adam Kliment (wznowienie kariery) | - Branislav Bujalko (bez klubu)                                                                                 |            |

| ŠŠ volejbal Trenčín | ŠŠ volejbal Trenčín | ŠŠ volejbal Trenčín |
| Przychodzą | Odchodzą |                     |
| --- | --- | ------------------- |
| - Andrej Billich (TJ Junior Poprad) - Ladislav Capalaj (VKP Bystrina SPU Nitra – juniorzy) - Marek Gergely (VKP Bystrina SPU Nitra) - Pavel Haluška (MVK Magnezit Revúca) - Matúš Nebus (wychowanek) - Adrián Petruf (TJ Slávia Svidník – juniorzy) | - Samuel Goč (VK KDS Šport Košice) - Ján Jendrejčák (VKP Bystrina SPU Nitra) - Pavol Kurej (VK KDS Šport Košice) - Lukáš Kyjanica (VKP Bystrina SPU Nitra) - Nikolas Ondruš (VK KDS Šport Košice) |                     |
| W trakcie sezonu | |                     |
| - Viliam Čizmazia (VKP Bystrina SPU Nitra – juniorzy) - Rastislav Remenár (VKP Bystrina SPU Nitra) | - Viliam Fejt (VKP Bystrina SPU Nitra) - Marek Gergely (VKP Bystrina SPU Nitra) - Šimon Rzyman (TJ Spartak Myjava)                                                                                |                     |

## Składy drużyn
| MVK Zvolen               | MVK Zvolen                        | MVK Zvolen       | MVK Zvolen       | MVK Zvolen       |
| Nr                       | Imię i nazwisko                   | Data ur.         | Wzrost           | Pozycja          |
| ------------------------ | --------------------------------- | ---------------- | ---------------- | ---------------- |
| 1                        | Marek Hraňo                       | 15.09.1987       | 183              | libero           |
| 3                        | Tomáš Bambura                     | 09.06.1998       | 185              | libero           |
| 4                        | Jozef Kučera                      | 17.09.1991       | 192              | przyjmujący      |
| 5                        | Miroslav Vrtielka                 | 05.07.1989       | 199              | przyjmujący      |
| 6                        | Michal Borski                     | 15.01.1996       | 196              | środkowy         |
| 7                        | Fraser Smith                      | 17.05.1990       | 188              | przyjmujący      |
| 8                        | Patrik Šimko                      | 22.08.1991       | 206              | środkowy         |
| 9                        | Martin Vaško                      | 30.10.1998       | 196              | rozgrywający     |
| 10                       | Ryan Kenny                        | 30.08.1992       | 188              | rozgrywający     |
| 11                       | Matúš Michalec                    | 13.07.1984       | 198              | środkowy         |
| 12                       | Adam Kliment (od 01.02.2020)      | 04.02.1990       | 189              | atakujący        |
| 13                       | Ján Orolín                        | 13.01.1984       | 189              | środkowy         |
| 14                       | Adam Kán                          | 25.03.2003       | 194              | atakujący        |
| 15                       | Michal Orolín                     | 22.01.1979       | 193              | rozgrywający     |
| 17                       | Ondrej Kamenský                   | 09.10.1988       | 204              | atakujący        |
| Odeszli w trakcie sezonu |                                   |                  |                  |                  |
| 2                        | Branislav Bujalko (do 31.01.2020) | 07.05.1999       | 187              | libero           |
| Trenerzy                 |                                   |                  |                  |                  |
|                          | Martin Vaško                      | Trener           | Trener           | Trener           |
|                          | Matúš Michalec                    | Asystent trenera | Asystent trenera | Asystent trenera |

| ŠŠ volejbal Trenčín      | ŠŠ volejbal Trenčín               | ŠŠ volejbal Trenčín | ŠŠ volejbal Trenčín | ŠŠ volejbal Trenčín |
| Nr                       | Imię i nazwisko                   | Data ur.            | Wzrost              | Pozycja             |
| ------------------------ | --------------------------------- | ------------------- | ------------------- | ------------------- |
| 1                        | Ján Ružbaský                      | 26.09.2001          | 180                 | libero              |
| 2                        | Andrej Billich                    | 18.06.2002          | 201                 | środkowy            |
| 4                        | Adrián Vančo                      | 26.07.2002          | 194                 | atakujący           |
| 5                        | Adrián Petruf                     | 01.05.2003          | 196                 | przyjmujący         |
| 6                        | Miroslav Baslar                   | 11.04.2002          | 197                 | środkowy            |
| 7                        | Matúš Nebus                       | 16.06.2004          | 183                 | libero              |
| 8                        | Viliam Čizmazia (od 01.11.2019)   | 24.07.1999          | 180                 | rozgrywający        |
| 8                        | Jakub Martinák                    | 13.12.2001          | 185                 | rozgrywający        |
| 9                        | Martin Krišák                     | 07.03.2002          | 194                 | rozgrywający        |
| 9                        | Ivo Rosina                        | 26.10.2003          | 178                 | rozgrywający        |
| 10                       | Attila Márton Urbán               | 06.04.2001          | 190                 | rozgrywający        |
| 11                       | Richard Volčko                    | 01.04.2003          | 180                 | libero              |
| 12                       | Ladislav Capalaj                  | 20.01.1999          | 192                 | przyjmujący         |
| 13                       | Vincent Rzyman                    | 25.01.2001          | 198                 | atakujący           |
| 15                       | Rastislav Remenár (od 29.11.2019) | 09.05.2000          | 196                 | przyjmujący         |
| 16                       | Ján Macák                         | 22.11.2000          | 206                 | środkowy            |
| 17                       | Kristián Murgaš                   | 29.01.2003          | 195                 | przyjmujący         |
| 19                       | Pavel Haluška                     | 21.10.2003          | 186                 | przyjmujący         |
| Odeszli w trakcie sezonu |                                   |                     |                     |                     |
| 3                        | Viliam Fejt (do 23.01.2020)       | 01.07.1999          | 211                 | środkowy            |
| 14                       | Marek Gergely (do 25.11.2019)     | 26.04.1999          | 193                 | przyjmujący         |
| 18                       | Šimon Rzyman (do 25.02.2020)      | 25.01.2001          | 198                 | przyjmujący         |
| Trenerzy                 |                                   |                     |                     |                     |
|                          | Peter Kalný                       | Trener              | Trener              | Trener              |
|                          | Erik Gábor                        | Asystent trenera    | Asystent trenera    | Asystent trenera    |

| TJ Slávia Svidník        | TJ Slávia Svidník                 | TJ Slávia Svidník | TJ Slávia Svidník | TJ Slávia Svidník |
| Nr                       | Imię i nazwisko                   | Data ur.          | Wzrost            | Pozycja           |
| ------------------------ | --------------------------------- | ----------------- | ----------------- | ----------------- |
| 1                        | Samuel Paňko                      | 08.06.2000        | 173               | libero            |
| 2                        | Bazil Horňák                      | 26.01.2001        | 193               | atakujący         |
| 6                        | Tibor Matušovský                  | 12.11.1987        | 201               | środkowy          |
| 7                        | Jakub Hriňák                      | 01.10.1990        | 190               | rozgrywający      |
| 8                        | Bohdan Tatarenko                  | 12.11.1994        | 195               | przyjmujący       |
| 9                        | Adam Repka                        | 25.03.2001        | 190               | przyjmujący       |
| 10                       | Ľuboš Macko                       | 07.06.1989        | 200               | środkowy          |
| 11                       | Łukasz Pietrzak                   | 25.07.1995        | 204               | atakujący         |
| 12                       | Radovan Vitko                     | 23.05.2002        | 181               | rozgrywający      |
| 13                       | Matúš Suchanič                    | 04.01.2001        | 182               | libero            |
| 14                       | Adam Cihoň                        | 15.12.2000        | 197               | atakujący         |
| 15                       | Patrik Marjov                     | 06.05.2002        | 198               | środkowy          |
| 17                       | Dmytro Fedorenko                  | 30.06.1991        | 196               | przyjmujący       |
| 18                       | Daniel Šellong                    | 05.10.2001        | 200               | środkowy          |
| Odeszli w trakcie sezonu |                                   |                   |                   |                   |
| 13                       | Branislav Kandráč (do 31.12.2019) | 17.10.1999        | 196               | przyjmujący       |
| Trenerzy                 |                                   |                   |                   |                   |
|                          | Peter Tholt                       | Trener            | Trener            | Trener            |
|                          | Stanislav Soták                   | Asystent trenera  | Asystent trenera  | Asystent trenera  |

| VK KDS Šport Košice | VK KDS Šport Košice                | VK KDS Šport Košice | VK KDS Šport Košice | VK KDS Šport Košice |
| Nr                  | Imię i nazwisko                    | Data ur.            | Wzrost              | Pozycja             |
| ------------------- | ---------------------------------- | ------------------- | ------------------- | ------------------- |
| 1                   | Samuel Goč                         | 22.09.1999          | 197                 | rozgrywający        |
| 2                   | Lukáš Smolej                       | 16.11.1998          | 194                 | przyjmujący         |
| 3                   | Patrik Lamanec                     | 28.12.1995          | 196                 | atakujący           |
| 4                   | Eduard Pizur                       | 21.09.1997          | 197                 | środkowy            |
| 5                   | Wałentyn Burkowski (od 14.02.2020) | 31.10.1986          | 200                 | środkowy            |
| 6                   | Nikolas Ondruš                     | 12.10.1999          | 190                 | przyjmujący         |
| 8                   | Maroš Kasperkevič                  | 12.12.1993          | 190                 | rozgrywający        |
| 10                  | Marek Machovec                     | 23.08.2000          | 200                 | środkowy            |
| 11                  | Patrik Marčok                      | 30.12.1999          | 187                 | libero              |
| 12                  | Ján Jendrejčák (od 14.02.2020)     | 06.04.2000          | 206                 | środkowy            |
| 13                  | Miroslav Jakubov                   | 04.06.1987          | 198                 | przyjmujący         |
| 15                  | Vladimír Kríž                      | 20.09.1982          | 197                 | środkowy            |
| 17                  | Martin Sopko mł.                   | 30.01.1987          | 198                 | przyjmujący         |
| 18                  | Pavol Kurej                        | 19.02.2000          | 184                 | libero              |
| 19                  | Jindřich Tesarčík                  | 31.03.1998          | 199                 | atakujący           |
| 20                  | Róbert Halás                       | 08.07.1997          | 198                 | środkowy            |
| 21                  | Matúš Vysoký                       | 24.02.2003          | 181                 |                     |
| Trenerzy            |                                    |                     |                     |                     |
|                     | Richard Vlkolinský                 | Trener              | Trener              | Trener              |
|                     | Dávid Šalata                       | Asystent trenera    | Asystent trenera    | Asystent trenera    |

| VK Mirad PU Prešov | VK Mirad PU Prešov | VK Mirad PU Prešov | VK Mirad PU Prešov | VK Mirad PU Prešov |
| Nr                 | Imię i nazwisko    | Data ur.           | Wzrost             | Pozycja            |
| ------------------ | ------------------ | ------------------ | ------------------ | ------------------ |
| 1                  | Mateusz Śnieżek    | 15.02.1997         | 194                | atakujący          |
| 2                  | Juraj Jurko        | 11.12.1995         | 199                | rozgrywający       |
| 3                  | Matej Faron        | 21.05.1989         | 200                | środkowy           |
| 4                  | Michal Ščerba      | 19.02.1998         | 195                | przyjmujący        |
| 5                  | Michal Červeň      | 09.09.2003         |                    |                    |
| 6                  | Patrik Goliáš      | 07.11.2003         | 188                | atakujący          |
| 7                  | Martin Sopko st.   | 30.01.1982         | 195                | przyjmujący        |
| 8                  | Michal Hudák       | 10.08.1989         | 198                | przyjmujący        |
| 9                  | Ivo Mikovčík       | 08.11.1994         | 203                | środkowy           |
| 10                 | Tomáš Šiket        | 11.05.1999         | 210                | środkowy           |
| 11                 | Alexander Verčimák | 26.01.2004         | 183                | rozgrywający       |
| 13                 | Kamil Pavlinský    | 31.08.1995         | 196                | libero             |
| 14                 | Boris Velička      | 06.06.2001         | 199                | rozgrywający       |
| 15                 | Matúš Margicin     | 18.04.1997         | 196                | środkowy           |
| 16                 | Alex Timko         | 15.04.2001         | 183                | rozgrywający       |
| 17                 | Michal Rajduga     | 13.03.1986         | 198                | atakujący          |
| 18                 | Tomáš Lampart      | 06.07.1985         | 186                | libero             |
| 19                 | Lukáš Brilla       | 27.05.2002         | 180                | libero             |
| 20                 | Mário Oleárnik     | 24.01.2000         | 184                | rozgrywający       |
| 21                 | Kristián Cigán     | 29.06.1999         | 196                | przyjmujący        |
| Trenerzy           |                    |                    |                    |                    |
|                    | Erik Digaňa        | Trener             | Trener             | Trener             |
|                    | Tomáš Mačička      | Asystent trenera   | Asystent trenera   | Asystent trenera   |

| VK OSMOS Prievidza                                                                                    | VK OSMOS Prievidza                | VK OSMOS Prievidza | VK OSMOS Prievidza | VK OSMOS Prievidza    |
| Nr | Imię i nazwisko                   | Data ur.           | Wzrost             | Pozycja               |
| --- | --------------------------------- | ------------------ | ------------------ | --------------------- |
| 1 | Marek Ludha                       | 19.11.1993         | 200                | środkowy              |
| 2 | Ľuboš Nemec                       | 02.03.1995         | 184                | libero                |
| 3 | Milan Javorčík                    | 19.06.1985         | 190                | przyjmujący           |
| 4 | Peter Porubský (od 24.01.2020)    | 29.03.1995         | 197                | rozgrywający          |
| 5 | Martin Jančura (od 18.12.2020)    | 04.05.1997         | 185                | rozgrywający          |
| 6 | Nikołaj Pawłow (od 01.01.2020)    | 22.05.1982         | 196                | atakujący             |
| 7 | Filip Štepánek                    | 10.04.2001         | 192                | przyjmujący           |
| 9 | Filip Mačuha                      | 19.07.1999         | 205                | środkowy              |
| 10 | Igor Rehák                        | 31.03.1989         | 200                | atakujący             |
| 11 | Juraj Čavojský                    | 19.11.2002         | 185                | przyjmujący/atakujący |
| 12 | Martin Pavelka                    | 06.07.1992         | 196                | przyjmujący           |
| 13 | Tomáš Ivanka                      | 05.05.1998         | 188                | rozgrywający          |
| 16 | Radoslav Prešinský                | 14.01.1989         | 204                | środkowy              |
| 17 | Martin Kudra                      | 27.04.1999         | 189                | atakujący             |
| 18 | Patrik Kudra                      | 26.03.2003         | 178                | rozgrywający          |
| 19 | Adrián Jánoš                      | 03.05.2002         | 187                | przyjmujący           |
| 19 | Samuel Podstupka (od 01.02.2020)  | 05.11.1992         | 196                | rozgrywający          |
| Odeszli w trakcie sezonu                                                                              |                                   |                    |                    |                       |
| 8 | Michal Sládeček (do 18.12.2020)   | 12.02.1980         | 181                | rozgrywający          |
| Trenerzy                                                                                              |                                   |                    |                    |                       |
| | Rastislav Chudík (od 02.11.2019)  | Trener             | Trener             | Trener                |
| | Richard Nemec (do 02.11.2019)     | Trener             | Trener             | Trener                |
| | Gabriel Chochoľak (do 02.11.2019) | Asystent trenera   | Asystent trenera   | Asystent trenera      |
| Uwaga: W meczu VK OSMOS Prievidza – VK KDS Šport Košice (22.01.2020) zagrał Rastislav Chudík (nr 19). |                                   |                    |                    |                       |

| VK Spartak UJS Komárno | VK Spartak UJS Komárno | VK Spartak UJS Komárno | VK Spartak UJS Komárno | VK Spartak UJS Komárno |
| Nr                     | Imię i nazwisko        | Data ur.               | Wzrost                 | Pozycja                |
| ---------------------- | ---------------------- | ---------------------- | ---------------------- | ---------------------- |
| 1                      | Juraj Rak              | 14.03.1997             | 195                    | przyjmujący            |
| 2                      | Márk Nagy              | 16.11.2000             | 190                    | środkowy               |
| 3                      | Simon Pati-Nagy        | 18.07.2003             | 177                    | libero                 |
| 4                      | Jakub Petráš           | 09.05.1998             | 198                    | atakujący              |
| 6                      | Juraj Zaťko            | 05.06.1987             | 192                    | rozgrywający           |
| 7                      | Ján Tarabus            | 27.08.1995             | 202                    | środkowy               |
| 8                      | Peter Kašper           | 12.03.1985             | 201                    | środkowy               |
| 9                      | Matúš Jalovecký        | 18.03.1997             | 185                    | rozgrywający           |
| 11                     | Martin Turis           | 27.08.1993             | 181                    | libero                 |
| 12                     | Balázs Forró           | 04.03.1999             | 196                    | środkowy               |
| 13                     | János Sánta            | 21.03.2001             | 189                    | przyjmujący            |
| 14                     | Ádám Százvai           | 27.06.1998             | 197                    | atakujący              |
| 15                     | Martin Slezák          | 13.05.1987             | 196                    | przyjmujący            |
| 16                     | Tamás Lehotka          | 15.03.2002             |                        | środkowy               |
| 17                     | František Ogurčák      | 24.04.1984             | 198                    | przyjmujący            |
| 18                     | Matej Kubš             | 26.05.1988             | 188                    | przyjmujący            |
| Trenerzy               |                        |                        |                        |                        |
|                        | Robin Pělucha          | Trener                 | Trener                 | Trener                 |
|                        | Dávid Ferencz          | Asystent trenera       | Asystent trenera       | Asystent trenera       |

| VKP Bystrina SPU Nitra   | VKP Bystrina SPU Nitra            | VKP Bystrina SPU Nitra | VKP Bystrina SPU Nitra | VKP Bystrina SPU Nitra |
| Nr                       | Imię i nazwisko                   | Data ur.               | Wzrost                 | Pozycja                |
| ------------------------ | --------------------------------- | ---------------------- | ---------------------- | ---------------------- |
| 1                        | Matúš Krajčo                      | 15.11.1998             | 187                    | libero                 |
| 2                        | Tomáš Hollý (od 28.01.2020)       | 21.02.1985             | 192                    | rozgrywający           |
| 3                        | Viliam Fejt (od 24.01.2020)       | 01.07.1999             | 211                    | środkowy               |
| 4                        | Marek Gergely (od 26.11.2019)     | 26.04.1999             | 193                    | przyjmujący            |
| 5                        | Milan Marinič                     | 16.01.1999             | 191                    | przyjmujący            |
| 6                        | Martin Barbas                     | 27.09.1998             | 184                    | rozgrywający           |
| 9                        | Pavel Galandák                    | 15.06.1994             | 195                    | przyjmujący            |
| 10                       | Samuel Loži                       | 05.11.2001             | 188                    | przyjmujący            |
| 11                       | Michal Kilian                     | 28.10.2001             | 196                    | przyjmujący            |
| 12                       | Samuel Porubský                   | 18.04.2001             | 186                    | rozgrywający           |
| 13                       | Daniel Mikušovič                  | 04.03.1989             | 197                    | rozgrywający           |
| 14                       | Ľuboš Kostoláni                   | 28.11.1990             | 203                    | atakujący              |
| 15                       | Michal Trubač                     | 05.06.2001             | 195                    | przyjmujący            |
| 16                       | Samuel Jurík                      | 09.08.1999             | 196                    | środkowy               |
| 17                       | Milan Bencz (od 20.02.2020)       | 05.09.1987             | 206                    | atakujący              |
| 18                       | Marek Malina                      | 16.10.1988             | 191                    | przyjmujący            |
| 21                       | Lukáš Kyjanica                    | 26.09.1998             | 194                    | środkowy               |
| Odeszli w trakcie sezonu |                                   |                        |                        |                        |
| 7                        | Peter Porubský (do 23.01.2020)    | 29.03.1995             | 197                    | rozgrywający           |
| 8                        | Rastislav Remenár (do 28.11.2019) | 09.05.2000             | 196                    | przyjmujący            |
| 17                       | Ján Jendrejčák (do 13.02.2020)    | 06.04.2000             | 206                    | środkowy               |
| Trenerzy                 |                                   |                        |                        |                        |
|                          | Ľubomír Paška (od 04.10.2019)     | Trener                 | Trener                 | Trener                 |
|                          | Ľuboslav Šalata (do 04.10.2019)   | Trener                 | Trener                 | Trener                 |
|                          | Daniel Mikušovič                  | Asystent trenera       | Asystent trenera       | Asystent trenera       |

| TJ Spartak Myjava        | TJ Spartak Myjava            | TJ Spartak Myjava | TJ Spartak Myjava | TJ Spartak Myjava |
| Nr                       | Imię i nazwisko              | Data ur.          | Wzrost            | Pozycja           |
| ------------------------ | ---------------------------- | ----------------- | ----------------- | ----------------- |
| 1                        | Andrej Pollák                | 08.10.1999        | 196               | środkowy          |
| 2                        | Erik Watzka                  | 08.08.1999        | 194               | przyjmujący       |
| 3                        | Matúš Šíma                   | 03.12.1999        | 195               | przyjmujący       |
| 4                        | Tobias Viskup                | 07.10.2002        | 195               | atakujący         |
| 5                        | Tomáš Patúc (od 10.01.2020)  | 21.04.1997        | 190               | libero            |
| 6                        | Michal Zeman                 | 10.04.2001        | 202               | środkowy          |
| 7                        | Matúš Konc                   | 12.01.1996        | 187               | przyjmujący       |
| 8                        | Peter Barták                 | 27.11.1996        | 186               | rozgrywający      |
| 9                        | Ľuboš Ochodnický             | 13.06.1984        | 182               | libero            |
| 11                       | Patrik Pokopec               | 23.04.1998        | 195               | przyjmujący       |
| 13                       | Dominik Valo                 | 28.01.1996        | 185               | rozgrywający      |
| 14                       | Bruno Pavličko               | 10.04.2001        | 186               | rozgrywający      |
| 15                       | Juraj Molčan                 | 28.02.2002        | 180               | libero            |
| 18                       | Šimon Rzyman (od 26.02.2020) | 25.01.2001        | 198               | przyjmujący       |
| 19                       | Ondrej Zeman                 | 17.08.2002        | 197               | środkowy          |
| Odeszli w trakcie sezonu |                              |                   |                   |                   |
| 5                        | Adam Ševcech (do 09.01.2020) | 27.06.1995        | 195               | przyjmujący       |
| Trenerzy                 |                              |                   |                   |                   |
|                          | Martin Pipa                  | Trener            | Trener            | Trener            |

| RD SVK 2001 | RD SVK 2001     | RD SVK 2001      | RD SVK 2001      | RD SVK 2001      |
| Nr          | Imię i nazwisko | Data ur.         | Wzrost           | Pozycja          |
| ----------- | --------------- | ---------------- | ---------------- | ---------------- |
| 1           | Patrik Marjov   | 06.05.2002       | 198              | środkowy         |
| 2           | Tobias Viskup   | 07.10.2002       | 195              | atakujący        |
| 3           | Simon Pati-Nagy | 18.07.2003       | 177              | libero           |
| 4           | Adrián Vančo    | 26.07.2002       | 194              | atakujący        |
| 5           | Michal Kilian   | 28.10.2001       | 196              | przyjmujący      |
| 7           | Bruno Pavličko  | 10.04.2001       | 186              | rozgrywający     |
| 8           | János Sánta     | 21.03.2001       | 189              | przyjmujący      |
| 9           | Filip Štepánek  | 10.04.2001       | 192              | przyjmujący      |
| 10          | Michal Trubač   | 05.06.2001       | 195              | przyjmujący      |
| 11          | Ján Ružbaský    | 26.09.2001       | 180              | libero           |
| 12          | Vincent Rzyman  | 25.01.2001       | 198              | atakujący        |
| 13          | Andrej Billich  | 18.06.2002       | 201              | środkowy         |
| 14          | Radovan Vitko   | 23.05.2002       | 181              | rozgrywający     |
| 15          | Martin Krišák   | 07.03.2002       | 194              | rozgrywający     |
| 15          | Adrián Petruf   | 01.05.2003       | 196              | przyjmujący      |
| 16          | Šimon Rzyman    | 25.01.2001       | 198              | przyjmujący      |
| 16          | Boris Velička   | 06.06.2001       | 199              | rozgrywający     |
| 17          | Miroslav Baslar | 11.04.2002       | 197              | środkowy         |
| 17          | Daniel Šellong  | 05.10.2001       | 200              | środkowy         |
| 18          | Michal Zeman    | 10.04.2001       | 202              | środkowy         |
| Trenerzy    |                 |                  |                  |                  |
|             | Peter Kalný     | Trener           | Trener           | Trener           |
|             | Erik Gábor      | Asystent trenera | Asystent trenera | Asystent trenera |